# Schwabing-Freimann
Schwabing-Freimann ist der Stadtbezirk 12 der bayerischen Landeshauptstadt München.
Der Stadtbezirk besteht aus den östlichen Gebieten der ehemaligen Stadt Schwabing und aus der ehemaligen Gemeinde Freimann mit ihren Ortsteilen Neufreimann, Großlappen, Kleinlappen, Kulturheim und Fröttmaning, zudem auch administrativ Tucherpark und Tivoli. Der Stadtbezirk gehört seit der Neuordnung der Stadtbezirke 1992 zu denen, die sich durch große Unterschiede in Struktur und Stadtteilbild auszeichnen. Der um 1900 bebaute westliche Teil Schwabings bildet den Stadtbezirk Schwabing-West.

## Lage und Bezirksteile

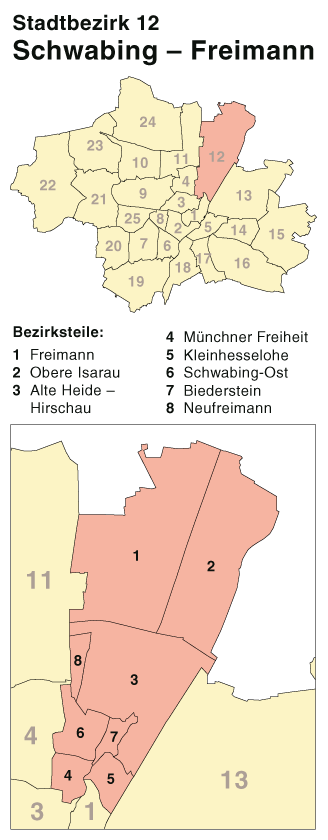
Stadtbezirksteile von Schwabing-Freimann

Der Stadtbezirk Schwabing-Freimann liegt im Norden Münchens links der Isar. Im Süden wird er vom Siegestor begrenzt, das etwa an der ehemaligen Grenze der Städte München und Schwabing steht, im Norden durch die heutige Stadtgrenze Münchens, und im Osten durch die Isar. Im Westen läuft die Grenze von Süden beginnend entlang der Friedrich-, Viktoria-, Simmern- und Isoldenstraße und anschließend zwischen Am Hart und Freimann größtenteils entlang der Leopold- und der Ingolstädter Straße.
Schwabing-Freimann grenzt (im Gegenuhrzeigersinn aufgezählt) an die Stadtbezirke Milbertshofen-Am Hart und Schwabing-West im Westen, die Stadtbezirke Maxvorstadt und Altstadt-Lehel im Süden, den Stadtbezirk Bogenhausen und die Gemeinden Unterföhring und Ismaning im Osten am anderen Isarufer sowie die Stadt Garching bei München und die Gemeinde Oberschleißheim im Norden.
Die acht Bezirksteile von Schwabing-Freimann erhielten 1996 ihre Begrenzungen (wie auch alle anderen Stadtbezirksteile Münchens), die vor allem für die Bereitstellung von statistischen Informationen dienen. Zur besseren Orientierung erhielten sie vom Statistischen Amt München ihre Namen, die aber nicht immer den historischen Gegebenheiten entsprechen. So wurde der Bezirksteil Obere Isarau nach den Flussniederungen der Isar bezeichnet, obwohl sich in diesem Teil der historische Ortskern von Freimann befindet und damit auch die Stadtgebiete, die der Ortsansässige als Freimann kennt. Dahingegen liegt im Bezirksteil Freimann der Euro-Industriepark, der allerdings auf Flächen des ehemaligen Neufreimanns angelegt wurde. Auch erst in den 1930er Jahren entstandene Siedlungsgebiete (z. B. Kieferngarten) werden von Freimannern aufgrund ihrer vergleichsweise späten Errichtung als Neufreimann bezeichnet, sie liegen ebenfalls im Bezirksteil Freimann. Der größte (südlich der Domagkstraße gelegene) Bereich des Bezirksteils, der den Namen Neufreimann erhielt, gehört dahingegen schon seit 1808 zur damaligen Gemeinde Schwabing, hier lag auch der Weiler Neuschwabing (siehe unten). Die damalige Siedlung Neufreimann befand sich nur teilweise in diesem Stadtbezirksteil, größtenteils lag sie aber in den Bezirksteilen Freimann und Alte Heide - Hirschau.

## Schwabing

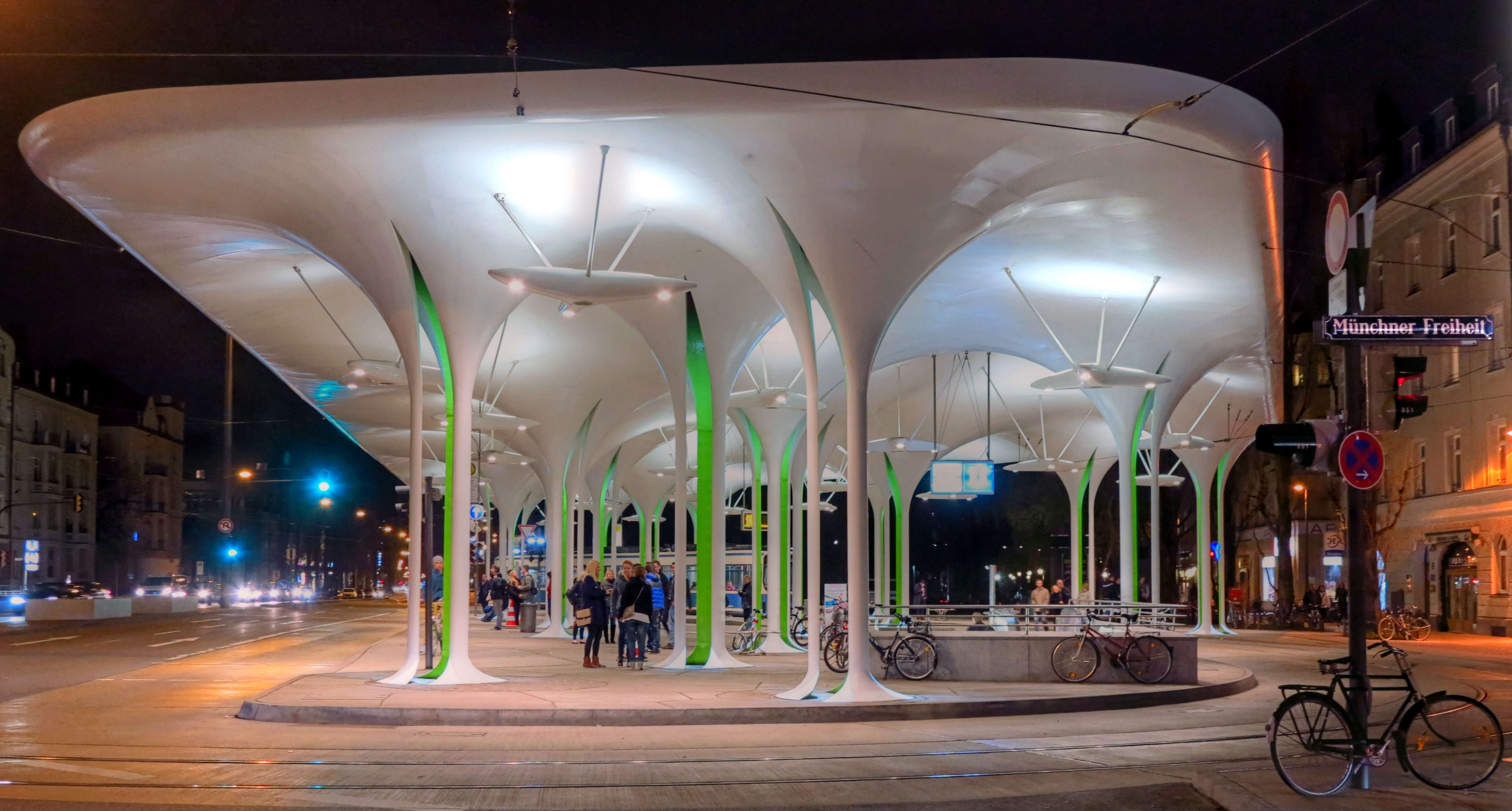
Trambahn- und Bushaltestelle an der Münchner Freiheit

Schwabing wurde 782 erstmals urkundlich als Suuapinga erwähnt. Der Name kommt von Swapo und bedeutet Siedlung eines Schwaben. Mit dem ersten Gemeindeedikt 1808 war Schwabing der Namensgeber für die neue (Steuer-)Gemeinde Schwabing, zu der fortan auch die Siedlungen Biederstein, Hirschau, Neuschwabing, Riesenfeld und Tivoli gehörten. Die Gemeinde wurde 1886 zur Stadt erhoben und 1890 nach München eingemeindet. Bereits 1909 wurden die damaligen Neubaugebiete im Westen des ehemaligen Schwabinger Stadtgebietes aus dem Stadtbezirk Schwabing herausgelöst und zum eigenen Stadtbezirk Schwabing-West. Um 1890 entstand am Feilitzschplatz, der heutigen Münchner Freiheit, ein neues städtebauliches Zentrum mit der Evangelisch-Lutherischen Erlöserkirche als nördlichem Abschluss, das sich bald zum pulsierenden Mittelpunkt Schwabings entwickelte. Bis 1940 hatte jener Teil Schwabings, der zum Stadtbezirk gehört, seine heutige Gestalt erhalten. Seit dem Jahr 2000 etwa entstanden neue Wohnquartiere wie die Parkstadt Schwabing oder der Domagkpark (siehe unten), die – auf ehemaligen Gewerbeflächen und Kasernenflächen an der Grenze zu Freimann gelegen – im öffentlichen Bewusstsein bis zur Umwidmung der Flächen zum industriell geprägten Neufreimann gezählt wurden.

### Alte Heide
1918 gründeten die ortsansässigen Industriebetriebe Krauss-Maffei und BMW gemeinsam mit der Deutschen Reichsbahn die gemeinsame gemeinnützige Wohnungsbaugesellschaft Alte Haide in der damals populären Schreibweise, um Wohnraum in Nähe zu ihren Betriebsstätten zu errichten. Nach Plänen von Theodor Fischer wurde das Arbeiterviertel westlich des Nordfriedhofs an der heutigen Ungererstraße von 1919 bis 1928 erbaut. 1920 wurde die Bezeichnung Alte Heide in der heute korrekten Schreibweise in das Adressbuch der Stadt München aufgenommen. Die Anbindung im öffentlichen Verkehr erfolgt über den U-Bahnhof der U6 Alte Heide. Nördlich der Domagkstraße befindet sich der Neue Israelitische Friedhof der Israelitischen Kultusgemeinde München und Oberbayern.

### Biederstein

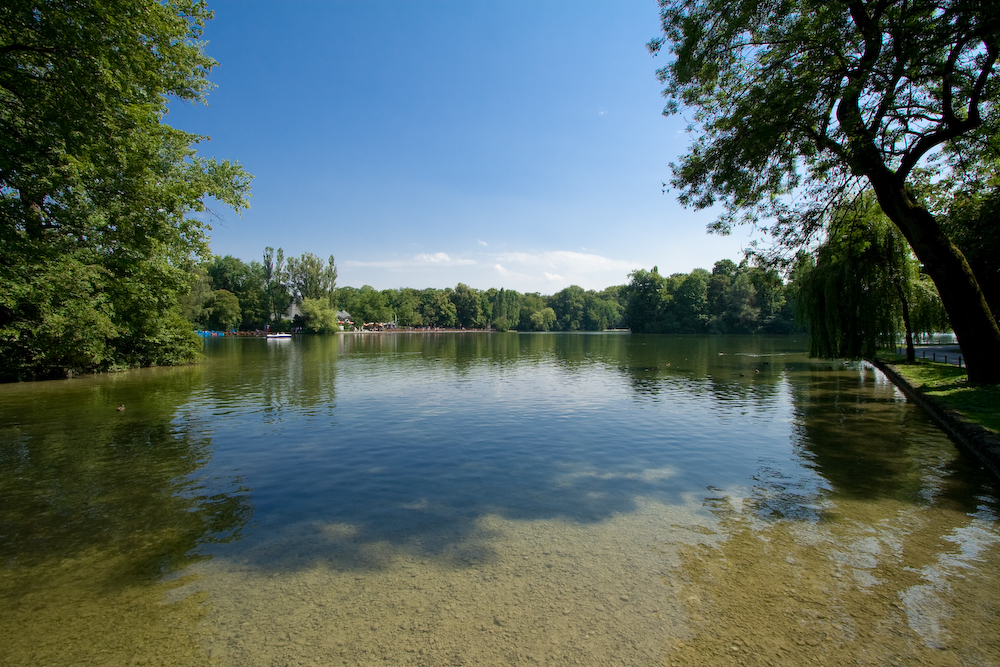
Kleinhesseloher See

Biederstein wurde am 17. Oktober 1784 bereits als Biederstein urkundlich ersterwähnt. Der Name der an der heutigen Biedersteiner Straße gelegenen Ortes bedeutet so viel wie Wackeres Schloss, da Stein als häufiger Name für Schloss, Burg nachweisbar ist und Bieder etwa brav, wacker, bieder – ähnlich wie in Biedermann, Biedermaier. Seit dem ersten Gemeindeedikt 1808 Teil der (Steuer-)Gemeinde Schwabing wurde Biederstein zusammen mit der Stadt Schwabing am 20. November 1890 nach München eingemeindet. Im Stadtteil Biederstein liegt das Wohnheim Biederstein.

### Domagkpark

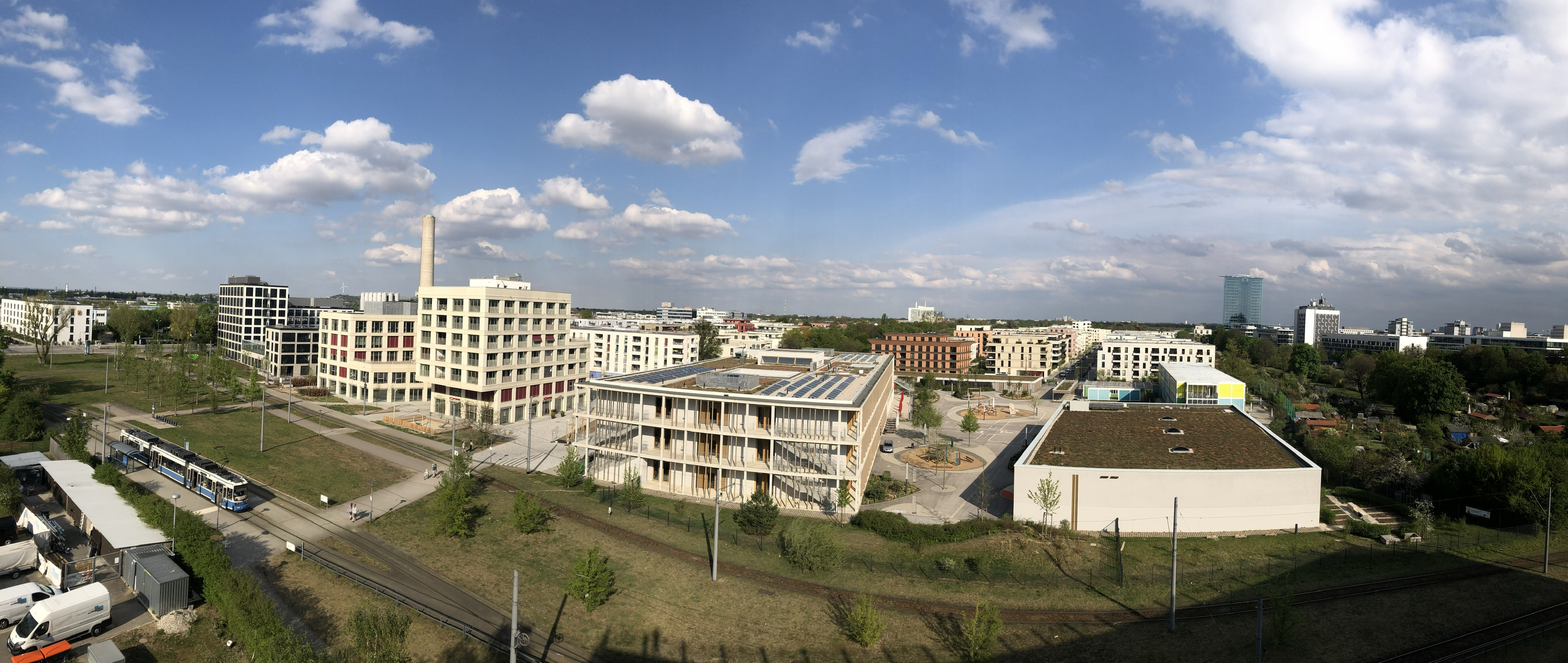
Domagkpark von Westen, im Vordergrund die Tramstation „Schwabing Nord“ und die Gebäude am Bauhausplatz, rechts die Grundschule am Bauhausplatz

Der Stadtteil Domagkpark wurde von 2013 bis 2020 errichtet, nachdem die meisten Gebäude der ehemaligen Funkkaserne abgerissen wurden. Das Areal gehört seit 1907 zum Stadtteil Schwabing und war von 1808 bis 1907 Teil der damaligen Gemeinde Freimann. Er erhielt seinen Namen auf Grund seiner Lage an der Domagkstraße. Schon seit die Bundeswehr die Kaserne 1993 stilllegte und der Bund die Gebäude für verschiedene Zwischennutzungen vermietete wurde das Areal Domagkgelände genannt. Im Domagkpark liegen um eine große Parkanlage 1.600 Wohnungen für etwa 4.000 Menschen, Geschäfte, Cafés, Restaurants, Kindertagesstätten, Hotels, zwei Studentenwohnheime, eine Grundschule und Sportanlagen. In einem der ehemaligen Kasernengebäude befindet sich die Künstlerkolonie Domagkateliers. Zentrum des Stadtviertels ist der Bauhausplatz. Dort befindet sich auch die Tramstation Schwabing Nord der Tramlinie 23, die das neue Stadtquartier mit der Münchner Freiheit verbindet.

### Emilienhof
Das Bauunternehmen Karl Stöhr errichtet von 1952 bis 1958 eine Wohnanlage nördlich der Siedlung Alte Heide zwischen Dietersheimer Straße, Wandletstraße, Domagkstraße und Garchinger Straße und benannte sie nach seiner Ehefrau und seiner gleichnamigen Tochter Emilie. Den damaligen Gepflogenheiten folgend endet der Wohnanlagenname auf „-hof“. Das Areal gehört seit dem ersten Gemeindeedikt 1808 zur Steuer(-Gemeinde) Schwabing und lag damit schon zu seiner Entstehungszeit im Stadtteil Schwabing.

### Hirschau

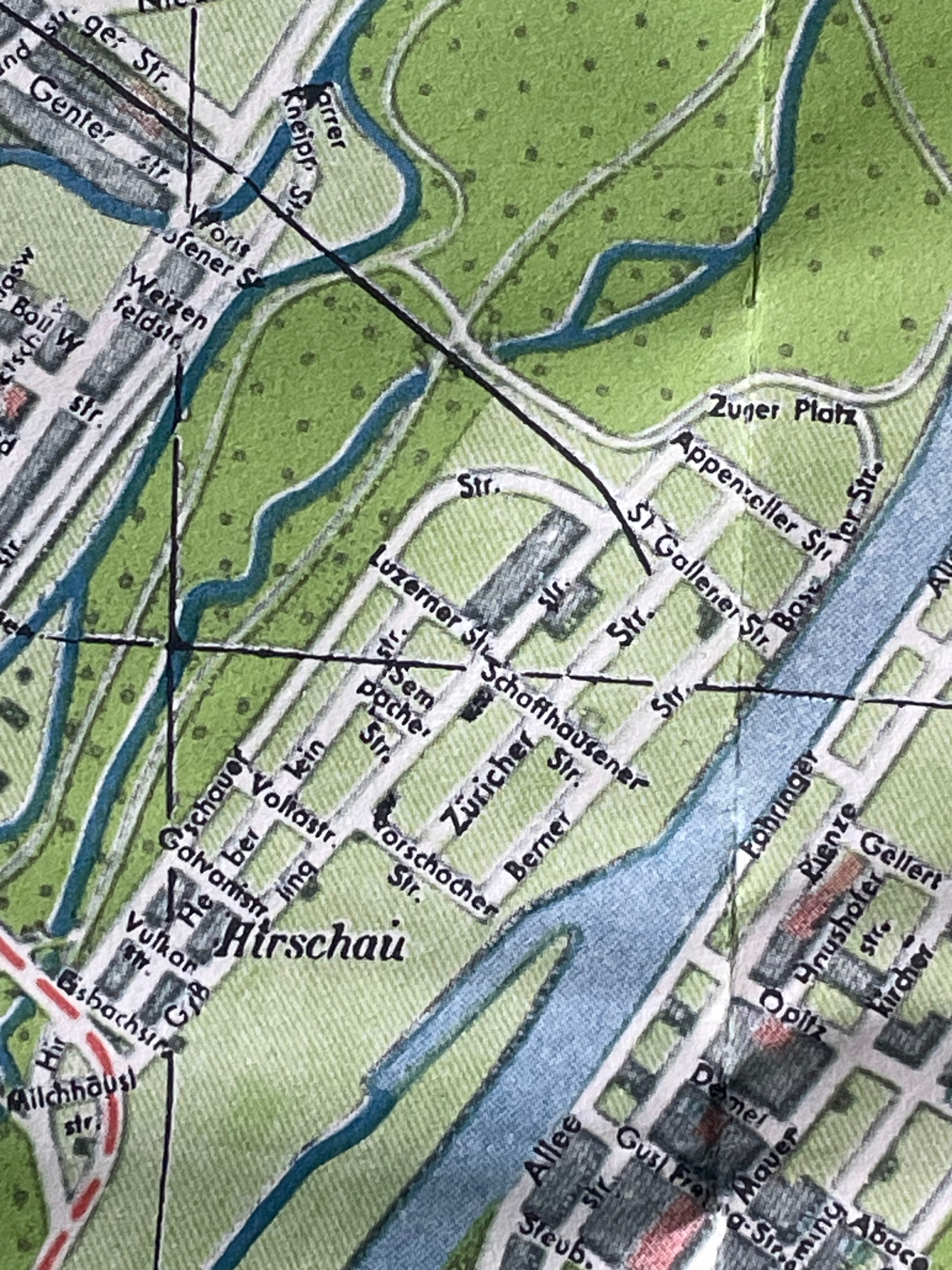
Straßenplan Hirschau 1949

Der Name Hirschau taucht zum ersten Mal auf einer Stadtkarte von 1808 bereits als Hirschau auf und leitet sich vom Hirschen ab, der auf den Wildreichtum in den Isarauen links der Isar nördlich von München hinweist. Vollckmer zeigt auf seiner Karte von 1613 an der Stelle des späteren Englischen Gartens äsende Hirsche. Abwechselnd auch Hirschanger genannt, so auf einer Karte aus Jahre 1712, wird das Gebiet, das in den Jahren 1798 bis 1804 als Fortsetzung des Englischen Gartens bis zum Aumeister angelegt wurde, seit 1808 ausschließlich Hirschau genannt. Ab 1818 Teil der Gemeinde Schwabing, wurde die Hirschau zusammen mit der Stadt Schwabing am 20. November 1890 nach München eingemeindet.
Die Ansiedlung Hirschau umfasste die Lokomotiven- und Maschinenfabrik J.A. Maffei sowie Arbeiterwohnungen nahebei, sowie das noch erhaltene Tivoli-Kraftwerk. Die jetzige Gaststätte Hirschau mit großem Biergarten war wahrscheinlich die Kantine der Arbeiter. Von den ehemaligen Straßen außer der Gyßlingstraße existieren allenfalls Reste (Hirschauer Straße).

### Mitterschwabing
Der Geheime Rat, Kämmerer und Obristjägermeister Johann Theodor von Waldkirch erwarb im Dorf Schwabing ein Lusthaus mit Garten, der am 22. Januar 1774 durch Kurfürst Max III. Joseph zum gefreiten Edelsitz Mitter-Schwäbing erhoben wurde; dies ist auch die urkundliche Ersterwähnung. Nachdem der Philosoph Franz von Baader das Schlösschen, das sich an der heutigen Ecke der Leopoldstraße zur Feilitzschstraße befand, übernahm, wurde es auch Baaderschlösschen genannt. 1874 kaufte Ludwig Petuel das Herrenhaus, 1877 erbaute er unmittelbar daneben die Schwabinger Brauerei. 1889 wurde das Schloss abgerissen und durch einen Neubau mit großem Saal ersetzt. Hier fanden legendäre Künstlerfeste der Bohème wie z. B. die von der Akademie der Bildenden Künste veranstaltete „Schwabinger Bauernkirta“, das berühmteste Künstler- und Studentenfest des Münchner Faschings, statt. In der Schwabinger Brauerei wurden im Januar 1918 unter der Führung von Kurt Eisner die ersten Arbeiterstreiks ausgerufen, später fanden die „roten Truppen“ hier Stützpunkte. Nach dem Ersten Weltkrieg wurde mit den „Schwabylon-Festen“ an die Zeit zuvor angeknüpft. Nach dem Zweiten Weltkrieg wurde das teilweise zerstörte Gebäude zunächst renoviert. 1964 wurde an ihrem Platz ein schwarzes rund 50 m hohes elfstöckiges Warenhaus von Hertie erbaut, dass 1992 eingekürzt wurde. Die Bezeichnung Mitterschwabing für den auf dem 40 Tagwerk großen Gutshof entstandenen Stadtteil wird heute kaum noch verwendet. Mitterschwabing war seit dem ersten Gemeindeedikt 1808 Teil der (Steuer-)Gemeinde Schwabing und wurde zusammen mit der Stadt Schwabing am 20. November 1890 nach München eingemeindet.

### Neufeld
Der Besitz des Grafen Joseph von Lodron wurde 1789 durch Kurfürst Karl Theodor zum Rittersitz erhoben und 1793 unter dem Namen Neufeld mit einer Niederen Gerichtsbarkeit über drei dazugehörige Anwesen ausgestattet und hierbei unter diesen Namen urkundlich erwähnt. 1802 erwarb Hofmarschall Ludwig von Gohren den Rittersitz und existiert bis heute. Der Rittersitz an der heutigen Biedersteiner Straße 21 wird seitdem nach ihm Gohren-Schlössl genannt. Die Bezeichnung Neufeld wird heute kaum noch verwendet. 1808 Teil der Steuergemeinde Schwabing wurde Neufeld zusammen mit der Stadt Schwabing am 20. November 1890 nach München eingemeindet.

### Neuschwabing
Als 1808 der Steuerdistrikt Schwabing gegründet wurde und damit auch die Gemeindegrenzen von Schwabing festgelegt waren, fand im Kataster bereits der Weiler Neuschwabing Erwähnung. Damals standen sieben Häuser entlang der heutigen Leopoldstraße beginnend ab der Kreuzung Griegstraße und dann weiter nach Norden bis zur heutigen Domagkstraße. Die Eingemeindung von Schwabing nach München 1890 führte dazu, dass Neuschwabing nun am Stadtrand lag. Dies ist auch der Grund dafür, dass dort bis in die 1950er Jahre an der damaligen Ingolstädter Landstraße ein Zollhaus stand (heute das Flurstück an der Leopoldstraße 246). Die Bezeichnung Neuschwabing für das Gebiet an beiden Seiten der heutigen Leopoldstraße zwischen der Griegstraße im Süden und der Milbertshofener Straße/Domagkstraße im Norden ist heute kaum noch in Verwendung. Seit der Neugliederung der Stadtbezirke gehört der Teil Neuschwabings westlich der heutigen Ingolstädter Straße zum Stadtbezirk 11 Milbertshofen-Am Hart. Seit dem ersten Gemeindeedikt 1808 Teil der (Steuer-)Gemeinde Schwabing erfolgte die Eingemeindung in die königliche Haupt- und Residenzstadt München zusammen mit der Stadt Schwabing am 20. November 1890.

### Parkstadt Schwabing

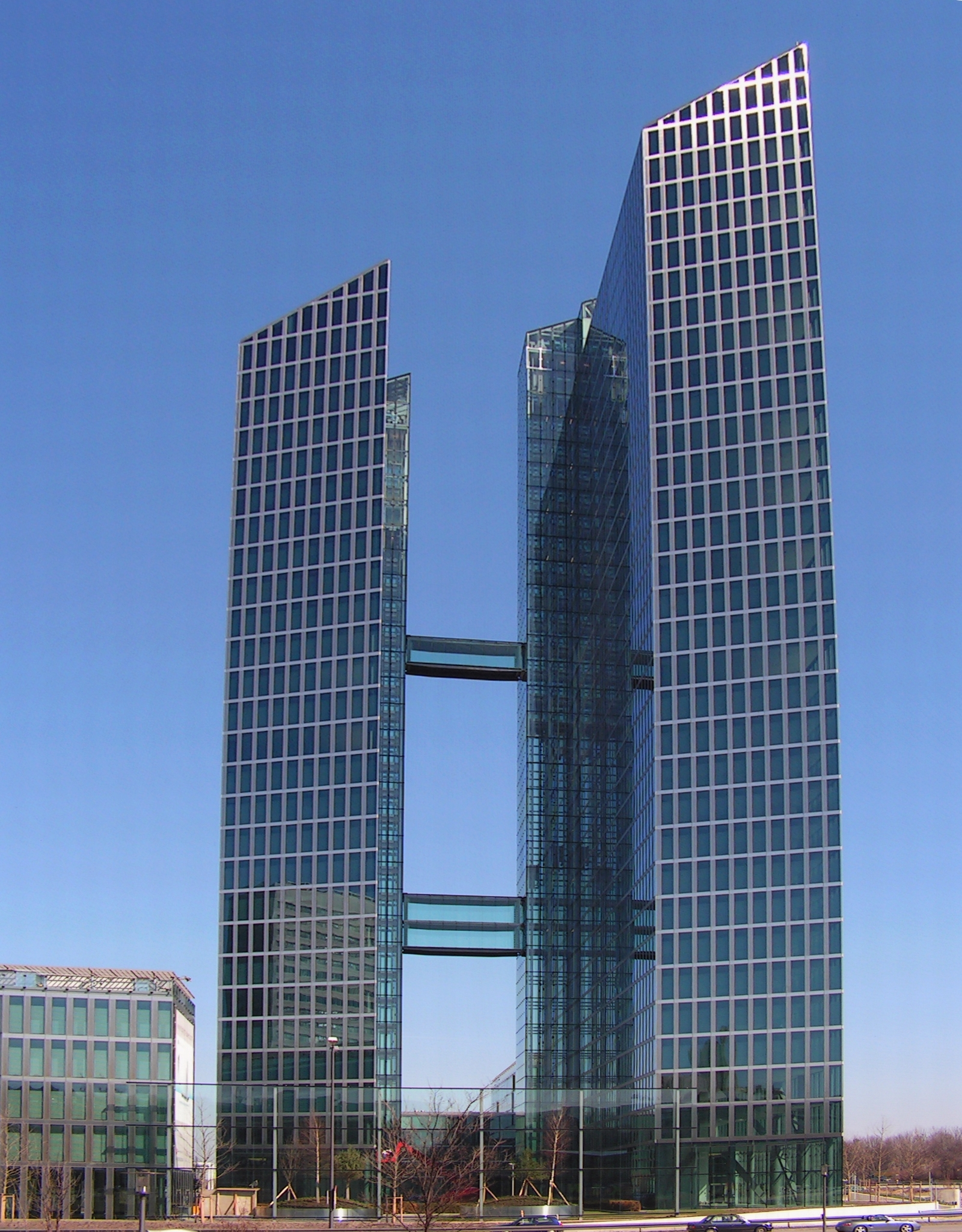
Highlight Towers in der Parkstadt Schwabing

Im Rahmen der städtischen Richtlinie der „Sozialgerechten Bodennutzung“ wird seit dem Jahr 2000 das ehemalige, 40,5 Hektar große Industriegebiet zwischen Schenkendorfstraße im Süden, der A 9 nach Nürnberg im Osten, der Domagkstraße im Norden und der aufgelassenen Güterbahntrasse zum ehemaligen Güterbahnhof Schwabing nach Plänen der Architekten André Perret und dem Landschaftsarchitekt Rainer Schmidt zu einem neuen Stadtteil umgestaltet, das ein Büro-, Hotel- und Geschäftszentrum mit rund 12.000 Arbeitsplätzen im Dienstleistungs- und Gewerbesektor sowie einem Wohngebiet mit 1500 Wohneinheiten, davon 500 im Sozialen Wohnungsbau, besitzen wird. Dem Leitbild der Münchner Siedlungsperspektive „kompakt-urban-grün“ folgend, besitzt die Parkstadt Schwabing als Kernstück einen 650 Meter langen Parkstreifen, der Zentraler Park genannt wird. Das Gebiet, das bisher im öffentlichen Bewusstsein zu Freimann gezählt wurde, obwohl die Domagkstraße in etwa die Grenze zwischen der damaligen Stadt Schwabing und der damaligen Gemeinde Freimann markiert, wird vollständig neu geordnet, bisherige Straßen wie die Duisburger Straße, Krefelder Straße, Ruhrortstraße und Magdeburger Straße wurden überbaut bzw. verlegt. Der Name geht wohl auf den „Projektbeirat Parkstadt Schwabing“ zurück. Der Anschluss an den öffentlichen Nahverkehr geschieht über die U6 mit den U-Bahnhöfen Nordfriedhof und Alte Heide. Seit Dezember 2009 verbindet die Tram-Line 23 die Parkstadt über die Schenkendorfbrücke mit der Münchner Freiheit im Süden und dem städtischen Entwicklungsgebiet Domagkpark auf dem Areal der ehemaligen Funkkaserne im Norden. Ebenfalls in der Parkstadt befinden sich der Skyline Tower an der Ecke Domagkstraße, Walter-Gropius-Straße, sowie die Highlight Towers an der Mies-van-der-Rohe-Straße sowie die Verwaltung der Commerzbank und eine Filiale der Deutschen Bundesbank (die frühere Landeszentralbank) an der Leopoldstraße.

### Schwabinger Tor
Auf dem ehemaligen Gelände eines Metro-Großmarkts und des ersten Münchner Holiday-Inn-Hotels sowie einer Teilfläche des ehemaligen Güterbahnhofs München-Schwabing, der 1987 stillgelegt wurde, wurde das neue Stadtviertel von 2013 bis 2017 errichtet. Es besteht aus neun Gebäuden, wovon drei vierzehn Stockwerke hoch sind. Dort befinden sich unter anderem Wohnungen (auch genossenschaftliches Wohnen), Geschäfte, Restaurants, Büros und ein Luxushotel.

### Suresnes

Schloss Suresnes

Am 5. Mai 1718, dem Tag der urkundlichen Ersterwähnung, erhob Kurfürst Max Emanuel für seinen geheimen Kabinettsekretär Ignaz von Wilhelm unter dem Namen Sourenne zum adeligen Sitz und stattete es gleichzeitig mit einer Niederen Gerichtsbarkeit aus. Im Laufe der Zeit wandelte sich der Name Sourenne im Sprachgebrauch zu Suresnes. Das Schloss Suresnes ist heute Teil der katholischen Akademie an der Werneckstraße. Seit dem ersten Gemeindeedikt 1808 Teil der Steuergemeinde Schwabing, wurde Suresnes zusammen mit der Stadt Schwabing am 20. November 1890 nach München eingemeindet.

## Freimann

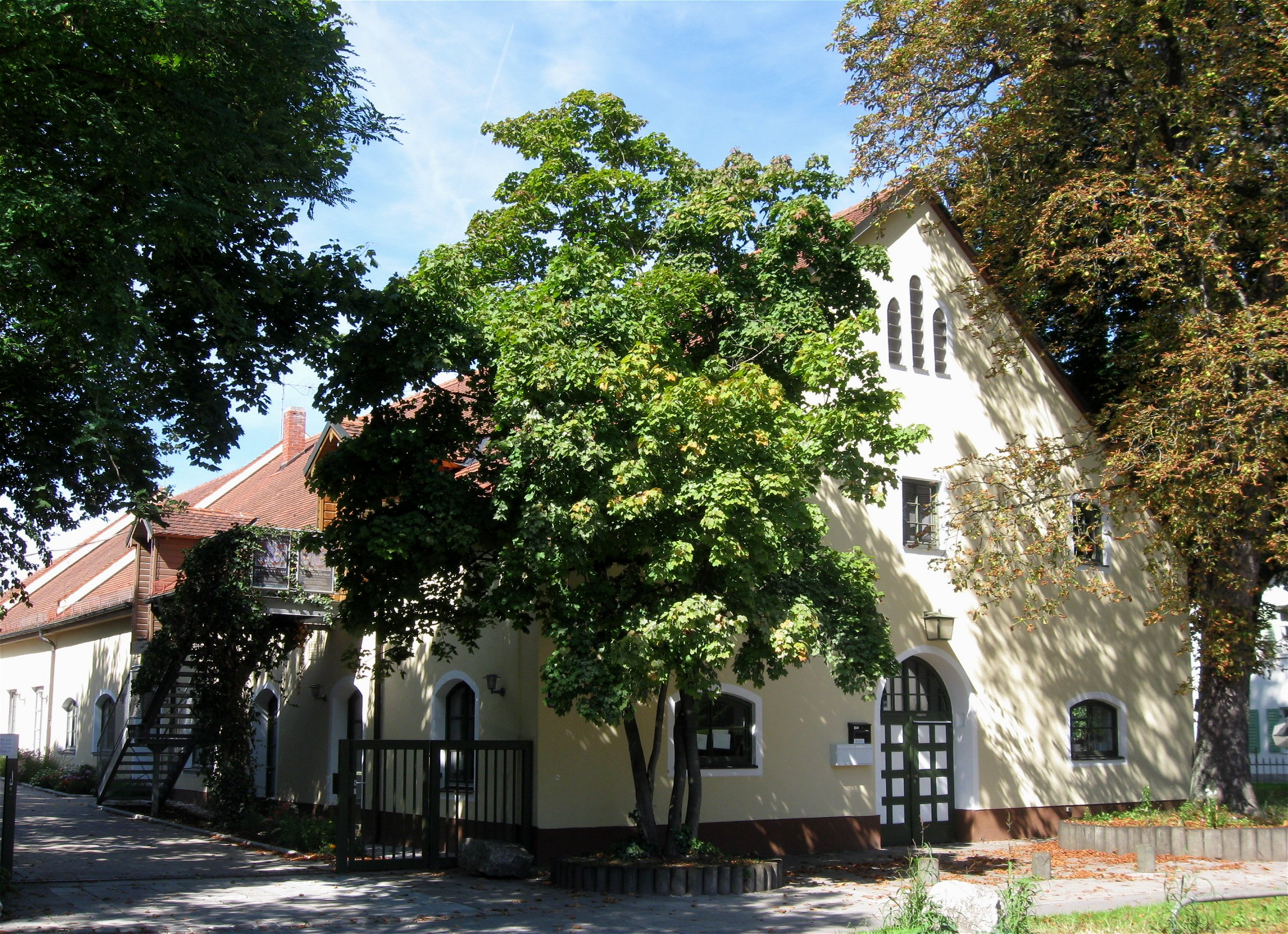
Ehem. Stallgebäude in der Situlistraße im historischen Ortskern Freimanns, innen Gewölbe, wohl 19. Jh.

Freimann wurde 948/957 zum ersten Mal als ad Frienmannun urkundlich erwähnt. Der Name bedeutet Zu den freien Männern. Unter Freie Männer, auch Freimänner oder Barschalken genannt, wurden Personen verstanden, die persönlich frei, mit dem Boden aber zinsbar waren. Der alte Ortskern befindet sich bei der alten Dorfkirche St. Nikolaus, Heinrich-Groh-Straße 11, die früher das Patrozinium der Heiligen Margarethe besaß.
Mit dem ersten Gemeindeedikt 1808 wurde Freimann mit den Ortsteilen Kulturheim und Lappen (Steuer-)Gemeinde, mit dem zweiten Gemeindeedikt 1818 wurde die Gemeinde endgültig selbstständig. Die Friedrich Krupp AG errichtete 1916 in Freimann die Bayerischen Geschützwerke; dieses Werk wurde nach dem Ersten Weltkrieg liquidiert. Die Deutsche Reichsbahn richtete auf diesem Gelände in den Jahren 1927 bis 1931 das Reichsbahn-Ausbesserungswerk Freimann ein und baute gleichzeitig daneben eine Großsiedlung. Weitere Industriebetriebe siedelten sich in Freimann an.
Am 1. Oktober 1931 wurde Freimann in die Landeshauptstadt München eingemeindet. Danach wurde 1932 die Reichkleinsiedlung Freimann an der Kulturheimstraße zwischen der Freisinger Landstraße und dem Schleißheimer Kanal gebaut, die am 31. Juli 1933 eingeweiht wurde. Westlich des alten Ortskerns, an der Lilienthalallee, befindet sich das vom US-Architekten Helmut Jahn entworfene MOC Veranstaltungscenter München, das von der Messe München GmbH betrieben wird, die Veranstaltungshalle Zenith sowie die Motorworld München.

### Auensiedlung

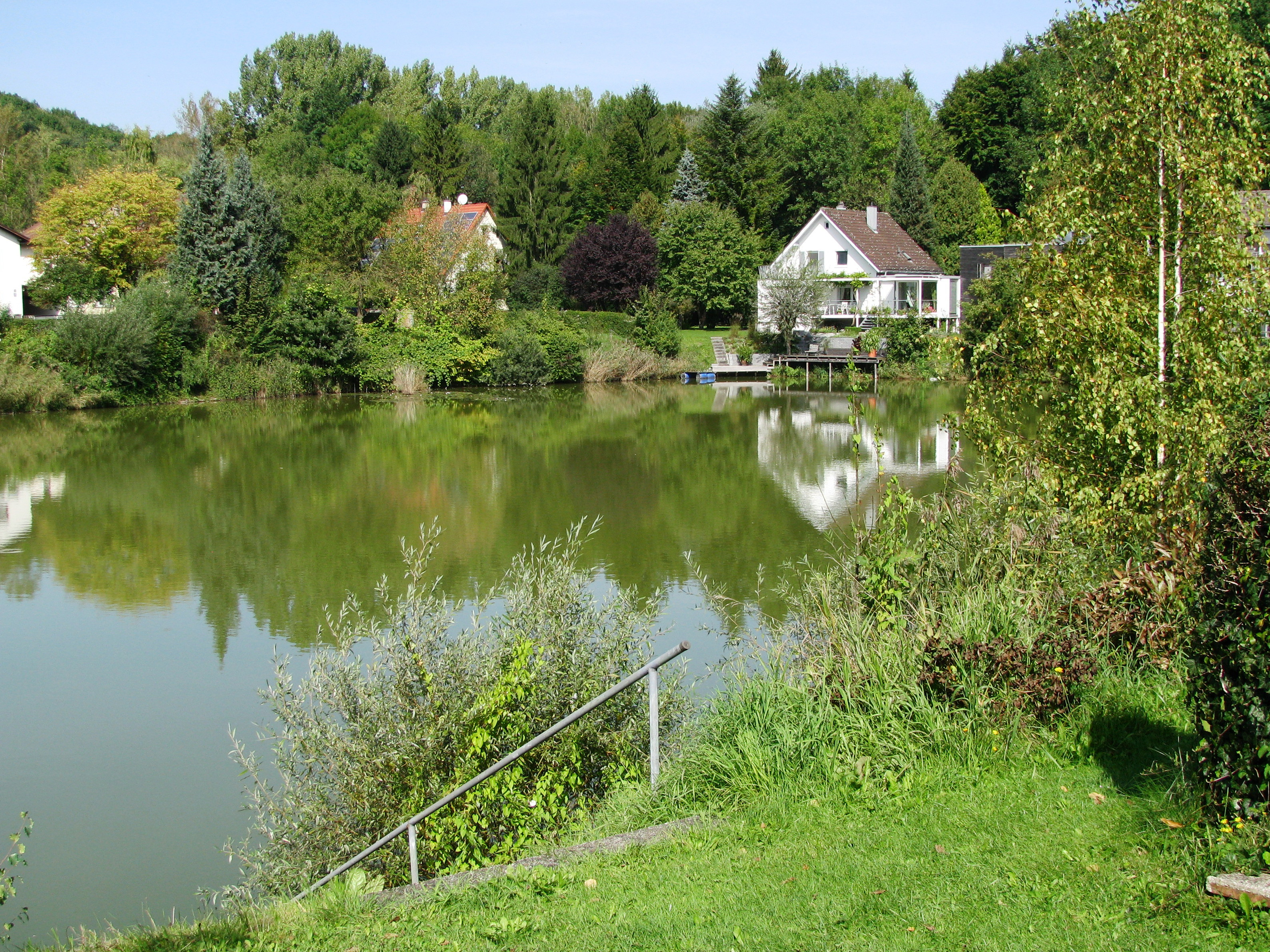
Auensiedlung

In Großlappen, nördlich der Müllverwertungsanlage Großlappen und an der B 11 gelegen plante Georg Röck, Vertreter und ehemaliger Betriebsleiter des „Biohum-Werkes München-Großlappen“ die Errichtung eines Unternehmens, das den in Großlappen anfallenden Klärschlamm für Düngungszwecke weiterverwerten wollte. Er kaufte deswegen ein 2ha großes Grundstück in Fröttmaning. Allerdings versagte die Landeshauptstadt ihm die Baugenehmigung, weswegen Röck das bereits erworbene Gelände dann parzellierte und die einzelnen Grundstücke 1948 an bauwillige Siedler weiterveräußerte. Die Auensiedlung, die aus zweiundsechzig Ein- bzw. Zweifamilienhäusern besteht und wie ein altbayerisches Dorf rund um einen Weiher und einen Spiel- und Bolzplatz gebaut wurde,
wird deswegen auch Röck-Siedlung genannt.

### Aumeister

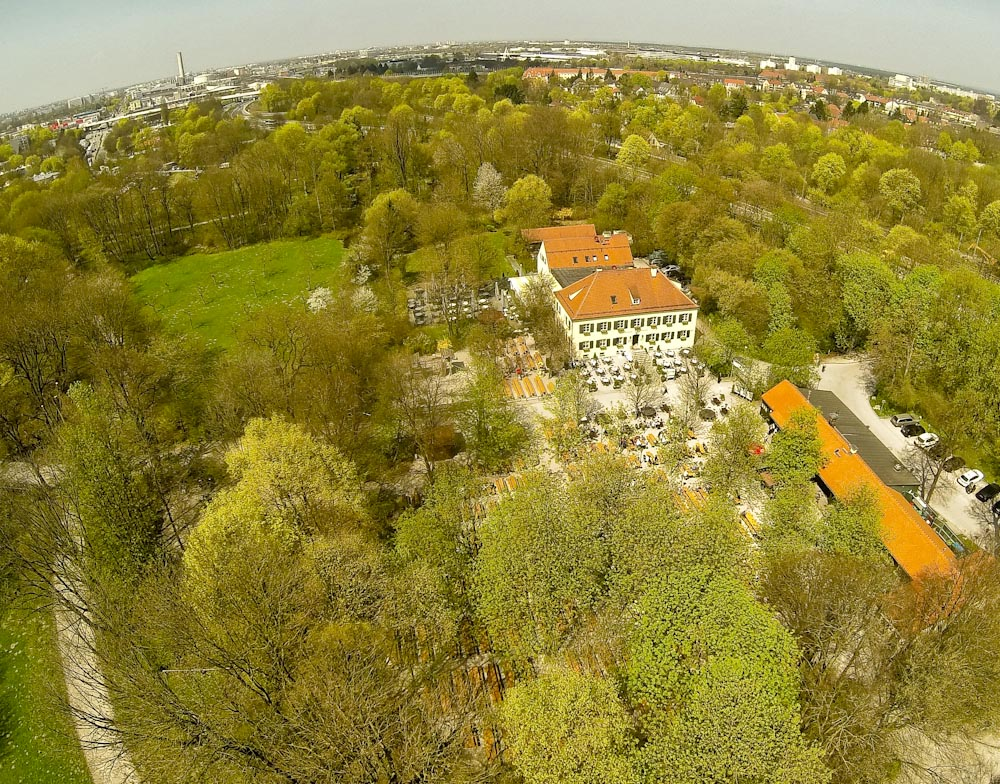
Aumeister

Nach der Anlage des Englischen Gartens wurde das Haus des Aujägermeisters aus dem Lehel an den Nordrand der Hirschau in das zur gleichen Zeit neu entstandene Kulturheim verlegt. 1810/11 errichtete der Hofmaurermeister Joseph Deiglmayr ein neues Wirtschaftsgebäude an der Stelle eines ehemaligen hölzernen Gartenwirtschaftsgebäudes, das heute Aumeister genannt wird. Nachdem der Wald- und Aumeister nicht nur das Wild in diesem Teil der Isarauen zu hegen hatte, sondern auch die Teilnehmer an den Hofjagden zu bewirten hatte, wurde der Aumeister schon vor der Aufgabe der Jagd in der Hirschau von Ausflüglern aufgesucht. So entwickelte sich eine beliebte Gastwirtschaft mit angeschlossenem Biergarten, in der auch Prinzregent Luitpold häufig zu Gast war. Der Aumeister liegt in der Hirschau östlich der Studentenstadt und direkt südlich des Föhringer Rings. Der Aumeister wurde 1808 Teil der Gemeinde Freimann, die wiederum am 1. Oktober 1931 in die Landeshauptstadt München eingemeindet wurde.

### Euro-Industriepark
Der Euro-Industriepark, eines der größten Gewerbegebiete Neufreimanns, wurde 1963 von Anton Ditt, dem Besitzer der Euro-Boden GmbH, auf einem Gelände der Deutschen Bundesbahn gegründet. 1968 wurde der Industriepark, in dem zur Zeit seiner Gründung 40 Firmen angesiedelt waren, feierlich eröffnet. Noch heute (2012) gehört er zu den größten Gewerbegebieten Münchens und ist in wesentlich von Abholgroßmärkten geprägt.

### Floriansmühle

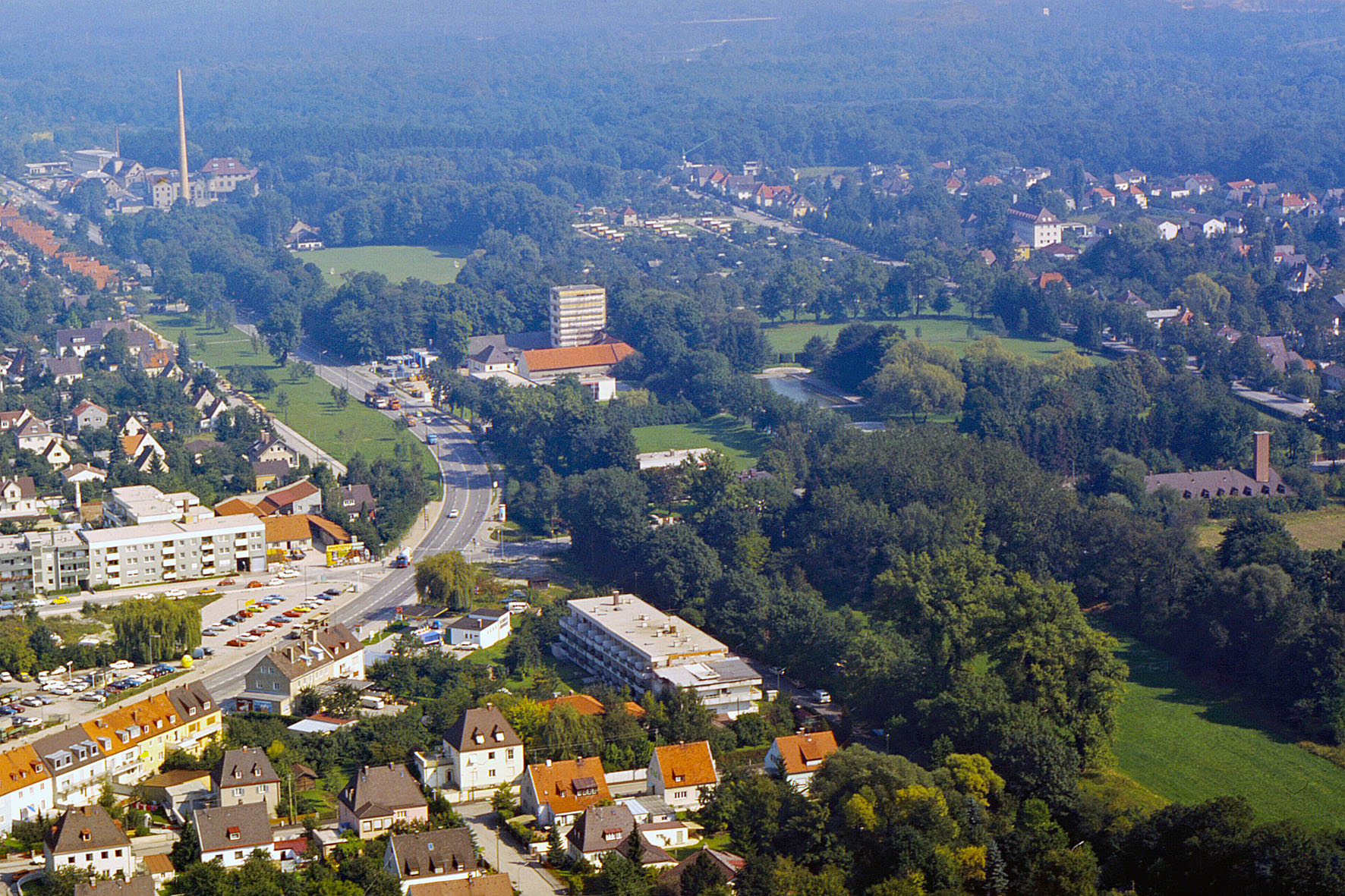
Floriansmühle und ehemaliges Floriansmühlbad

Die Floriansmühle war ursprünglich ein landwirtschaftlicher Betrieb am Mühlbach in Kultursheim, in der Johann Nepomuk Kiblbeck 1895 eine Mahlmühle anmeldete. Nachdem 1932 Karl Kaltenbach ein privat geführtes öffentliches Familienbad eröffnete, etablierte sich der Name Floriansmühle als Flurname. Das Bad ist seit den späten 1980er Jahren geschlossen. Seit dem ersten Gemeindeedikt 1808 gehörte Floriansmühle als Teil von Kultursheim zur (Steuer-)Gemeinde Freimann und wurde zusammen mit der Gemeinde Freimann am 1. Oktober 1931 in die Landeshauptstadt München eingemeindet.

### Freimanner Heide
Der Name Freimanner Heide nimmt auf die um Freimann ausgebreitete Heidelandschaft Bezug. Seit 1984 entstand eine Siedlung an der Heidemannstraße, die zunächst ohne amtliche Bezeichnung war. Zur Namensfindung wurde auf eine Beteiligung der Bürger Wert gelegt. Diese schlug auf einer Bürgerversammlung des damaligen 22. Stadtbezirks Schwabing-Freimann den Namen Freimanner Heide vor, den der Verwaltungsausschuss des Stadtrats am 20. September 1988 beschloss. Die Vollversammlung des Stadtrates bestätigte die Beschlussvorlage des Verwaltungsausschusses am 28. September 1988. Die Grundsteinlegung der zu diesem Zeitpunkt zu zwei Drittel fertiggestellten Siedlung konnte daher am 27. Juni 1985 erfolgen. Unberührt von diesem amtlichen Ortsnamen wird die Siedlung vor allem von Architekten und Architektur-Historikern unter den privaten Projektnamen Gartenstadt Heidemannstraße oder Siedlung Heidemannstraße geführt. Der ADAC nennt Teile der Siedlung auf seinen Stadtplan von München auch Fröttmaninger Heide (nicht zu verwechseln mit der früheren (und heute westlich liegenden) Panzerwiese, die heute das durch die Fauna-Flora-Habitat-Richtlinie der Europäischen Union geschütztes Gebiet Fröttmaninger Heide darstellt).

### Fröttmaning

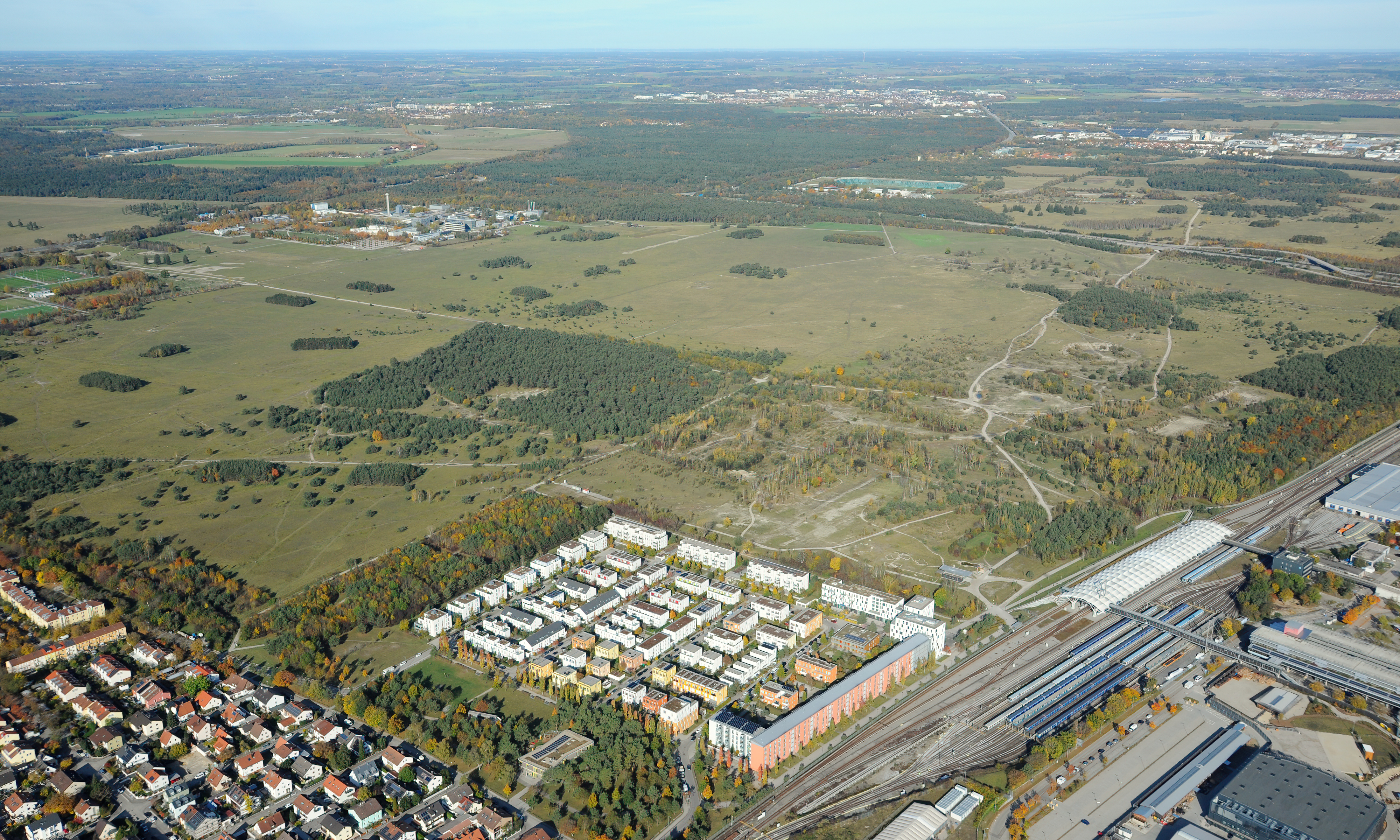
Fröttmaninger Heide

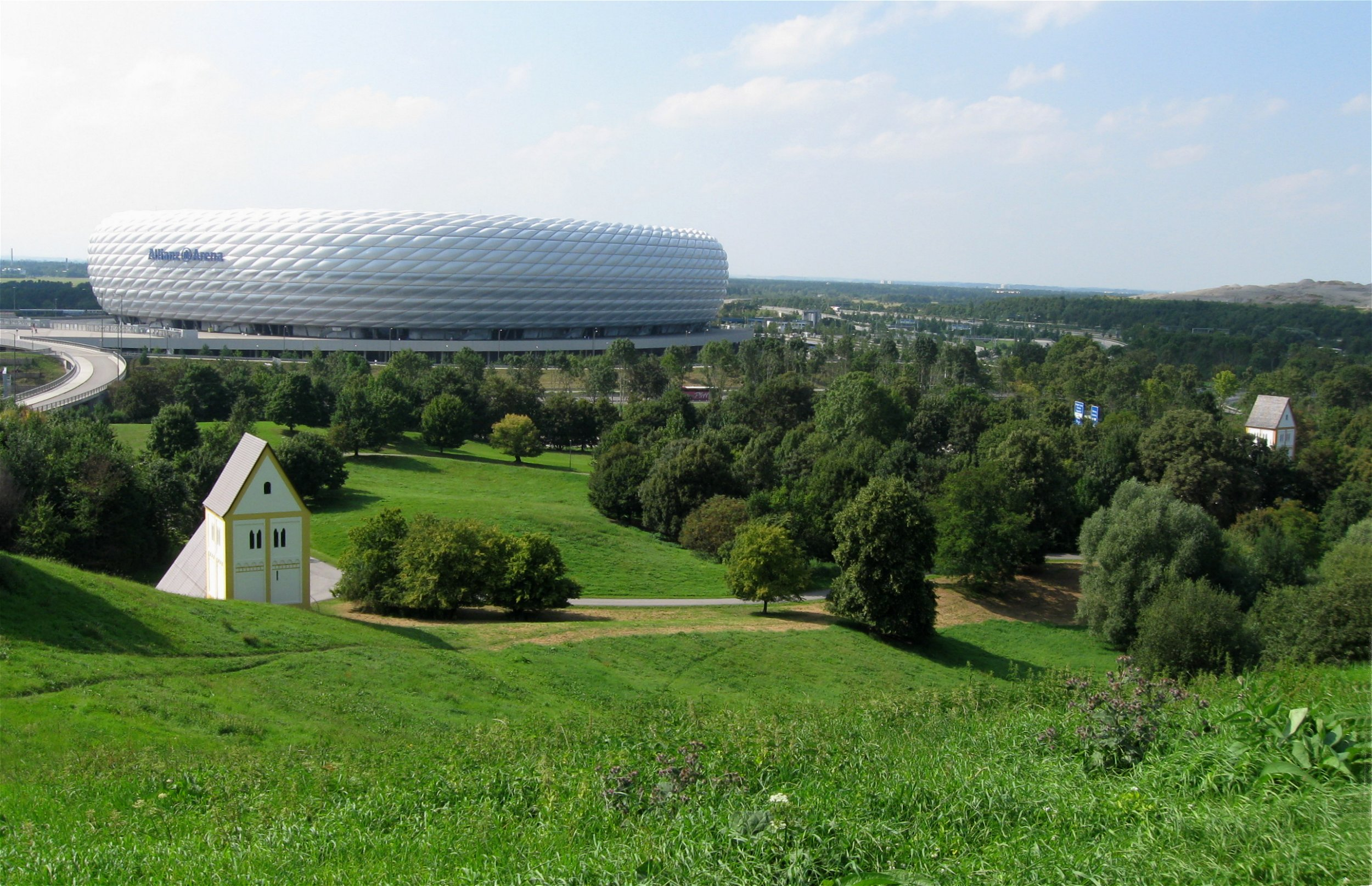
Blick vom Fröttmaninger Berg, links die Kunstinstallation „Versunkenes Dorf“, rechts die Heilig-Kreuz-Kirche, hinten die Allianz-Arena

Zum Stadtbezirk Schwabing-Freimann gehört heute auch das Gebiet des Dorfes Fröttmaning, das ursprünglich Bestandteil der Gemeinde Garching bei München war. Von dem Dorf selber steht nur noch die Heilig-Kreuz-Kirche, die Gutshöfe wurden zum Bau des Autobahnkreuz München-Nord und zur Aufschüttung des Fröttmaninger Bergs abgerissen. Auf dem Gebiet Fröttmanings liegen die Allianz Arena und das Islamische Zentrum München, das einzige Wohngebiet ist die Auensiedlung.

### Haidpark

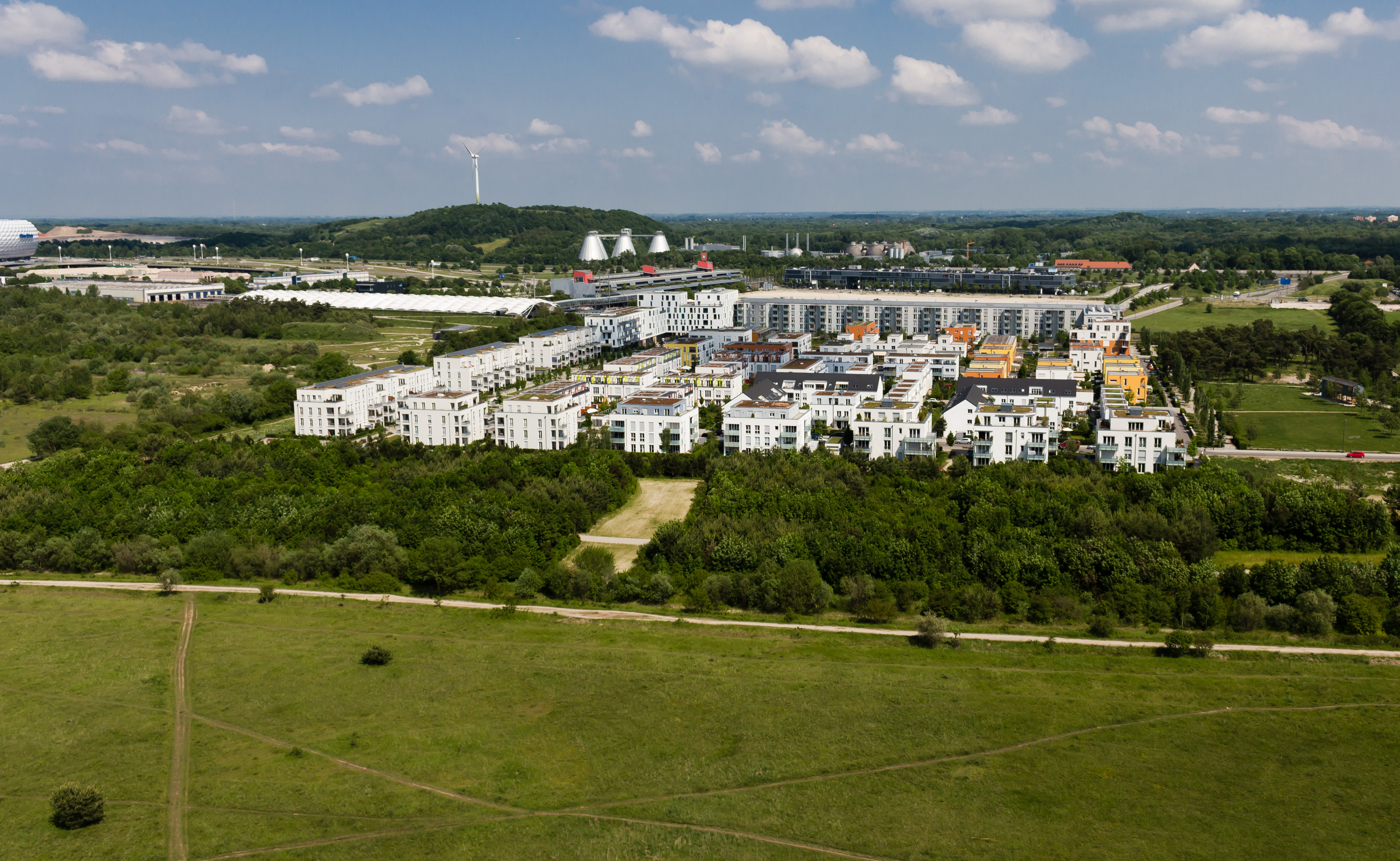
Haidpark aus westlicher Sicht

Der Haidpark ist ein Wohngebiet südlich der Fröttmaninger Heide, das von 2008 bis 2011 gebaut wurde. Es befindet sich an der U-Bahnstation Fröttmaning.

### Kieferngarten
Der heutige Stadtteil Kieferngarten entstand durch Zusammenschluss dreier Siedlerschaften. Namensgeberin ist die im September 1946 gegründete Interessenvereinigung Siedlergemeinschaft München-Nord e. V., die sich seit März 1949 „Siedlervereinigung Kieferngarten“ nannte und sich schließlich im September 1952 in Siedlerschaft Kieferngarten umbenannte. Diese errichtete auf dem ehemaligen Schießplatz nördlich der Heidemannstraße ab 1947 eine wilde Siedlung, die vom Stadtrat Schießplatzsiedlungen (also im Plural) genannt wurde. 1950 wurde eine Erschließungsstraße angelegt und Kieferngartenstraße benannt, die allerdings zunächst unbebaut blieb. Gleichzeitig entstand eine weitere (teil-)wilde Siedlung, die der Stadtrat 1950 als Gartensiedlung Freimann bezeichnete. Der Stadtrat genehmigte 1952 nachträglich diese „Schwarzbauten“. Drei Siedlerschaften waren Mitte der 1950er Jahre aktiv: die Siedlerschaft München-Nord/West, die ihre Grusonsiedlung, benannt nach der Grusonstraße, errichtete, sowie die Siedlerschaft Kiefergarten und die Siedlerschaft München-Nord/Ost, die sich am 1. März 1956 zur Siedlerschaft Kieferngarten München-Freimann e. V. zusammenschlossen. Diese drei Siedlerschaften wurden ab Ende der 1950er Jahre unter dem Namen Kiefergarten zusammengefasst. Zusätzlich sind die Behelfsheimsiedlung und die Großkopf-Siedlung, die nach dem Brauereiarbeiter und späteren Vorsitzenden der Siedlerschaft München-Nord, Johann Großkopf, benannt wurde, in den Stadtteil Kiefergarten eingegliedert. Die damalige Endstation der ersten Münchner U-Bahn-Linie 6 erhielt vom Hauptausschuss des Stadtrats am 19. März 1968 den Namen „Kiefergarten“. Ende des Jahres 2006 verkaufte die Bundeswehr die nördlichen Flächen der Fürst-Wrede-Kaserne an den FC Bayern e. V., der dort, nach Abschluss des Bauleitverfahrens, bessere Sportmöglichkeiten für seine Amateure schaffen möchte. Geplant sind vier Sporthallen (eine davon mit einer Kapazität von 5000, die anderen mit einer Kapazität zwischen 200 und 500 Zuschauern), sieben Fußballplätze, zwei Basketballplätze, eine Bogenschießanlage, ein Track&Field, sowie ein Mountainbikeparcours. Hinzu kommen soll noch ein Clubheim sowie ein Parkhaus mit 400 Stellplätzen. In der Pferggasse 2A liegt St. Katharina von Siena, im Carl-Orff-Bogen die Hoffnungskirche.

### Kulturheim

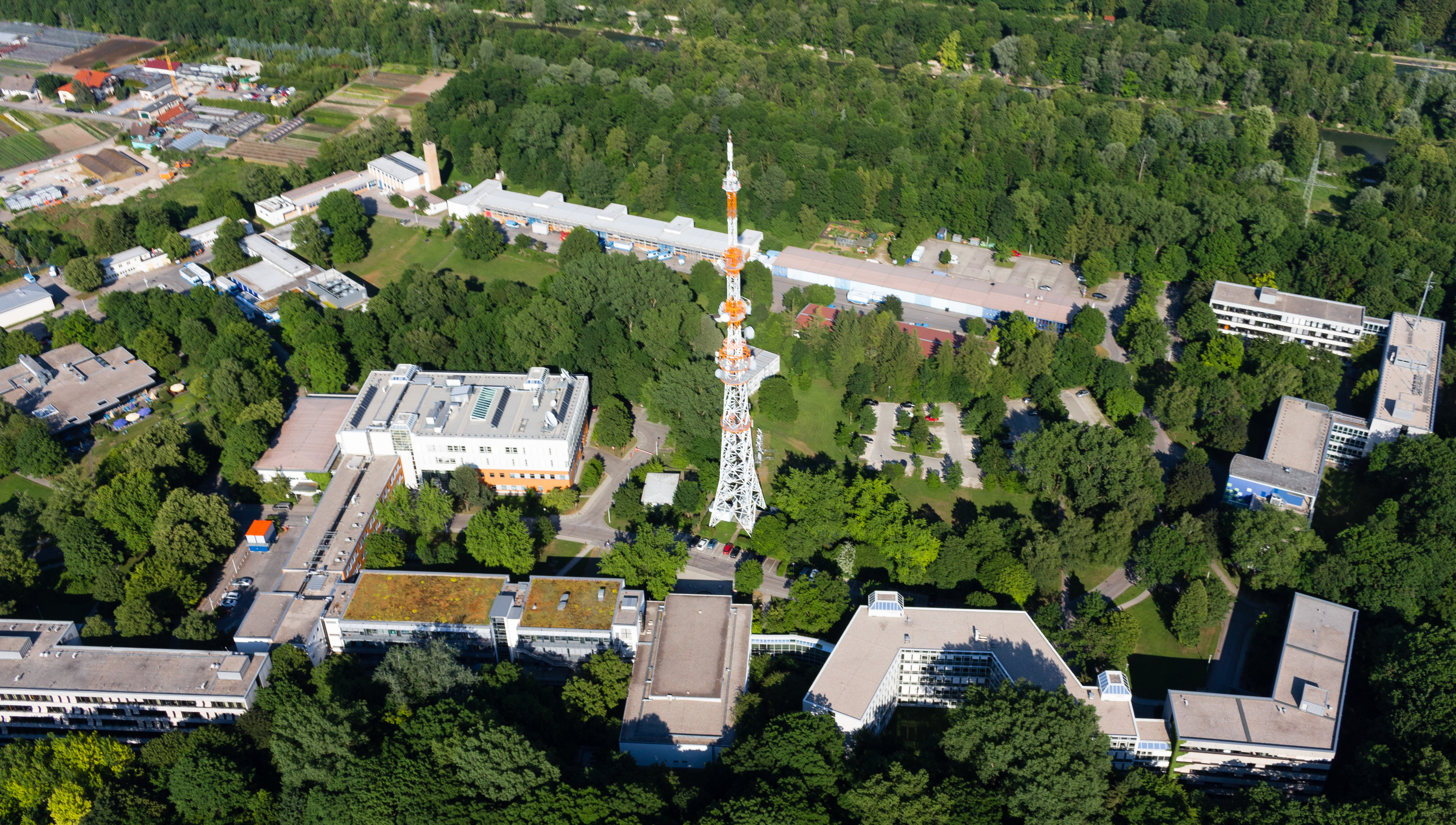
Bayerischer Rundfunk Standort München-Freimann

Kulturheim wurde erstmals 1808 als Cultursheim erwähnt. Der Name leitet sich von den Kultivierungsanstrengungen der Bauern in dieser Auenlandschaft der Isar ab. Der Garchinger Mühlbach fließt westlich der Siedlung und trennt sie somit von Freimann. Seit 1932 ist Floriansmühle ein eigenständiger Ortsteil geworden und wurde vom damaligen Kultursheim getrennt. 1952 beschloss der Stadtrat der Landeshauptstadt München, das Genitiv-s zu streichen, weil es seiner Meinung nach grammatikalisch nicht begründbar sei. Heute sind in Kulturheim Studios des Bayerischen Fernsehens beheimatet, nordöstlich des Ortes befindet sich das ECC Kongresszentrum. Seit dem ersten Gemeindeedikt 1808 war Kulturheim Teil der (Steuer-)Gemeinde Freimann und wurde als Teil der Gemeinde Freimann am 1. Oktober 1931 in die Landeshauptstadt München eingemeindet.

### Lappen

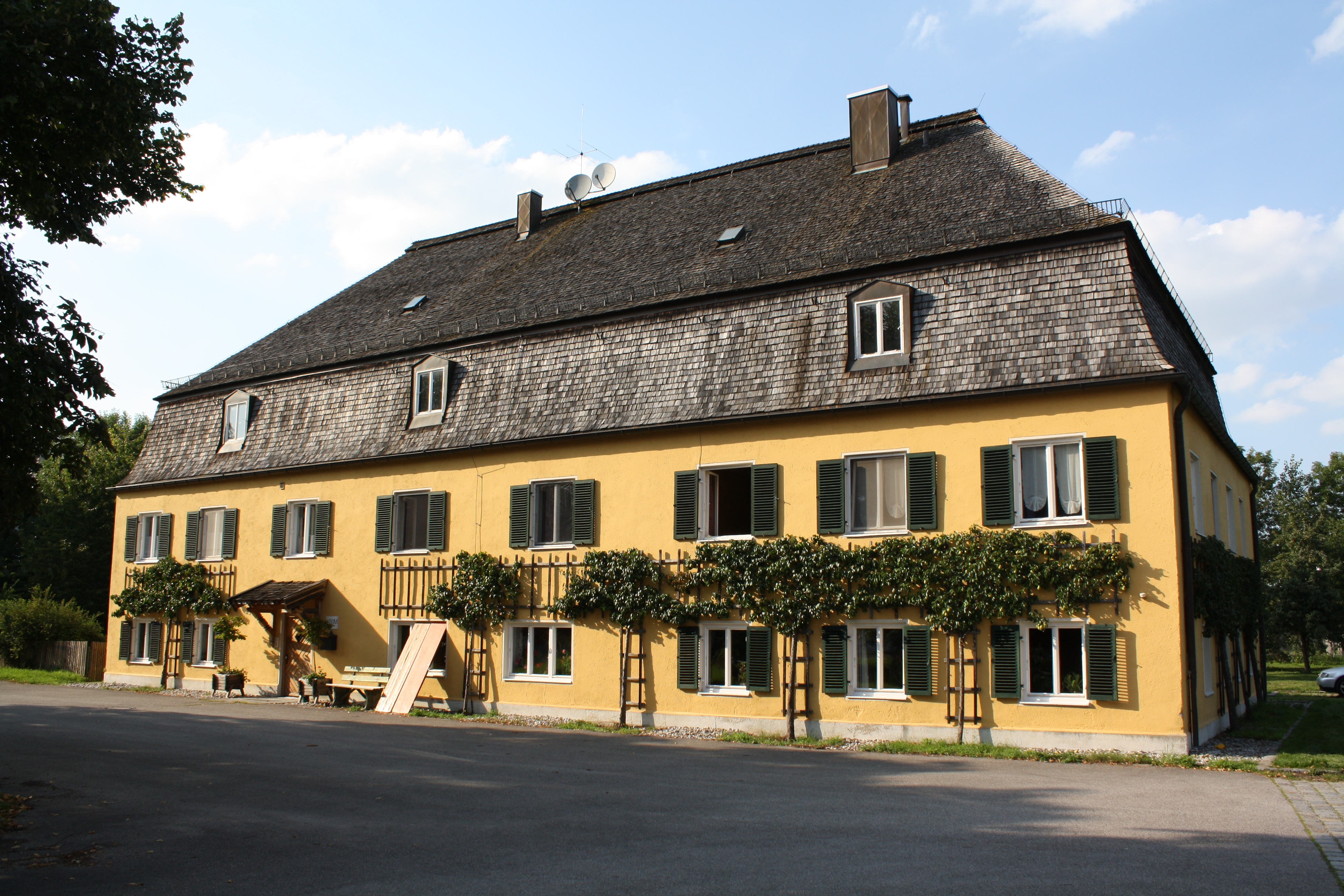
Gut Großlappen

Das in die Ortsteile Großlappen und Kleinlappen gegliederte Dorf Lappen wurde in einer um 1167 bis um 1170/71 datierten Urkunde als Louppen erstmals urkundlich genannt. Die Herkunft des Namens ist umstritten: Zurzeit wird als wahrscheinlichste Möglichkeit eine Ableitung von Labach, das „morastige Gegend“ bedeutet, angenommen. Eine Ableitung von loub, das Laubwald bedeutet, kann aber nicht ausgeschlossen werden. In Lappen sind zahlreiche städtische Infrastruktureinrichtungen beheimatet, so die Kläranlage München I, die den größten Teil Großlappens einnimmt, sowie die Mülldeponie, die heute als Fröttmaninger Berg zum kleineren Teil auf Lappener, zum größten Teil aber auf Fröttmaninger Grund liegt. Auf dem Gut Großlappen wird unter anderem in der Gutseigenen Brennerei Industriealkohol gebrannt. Heute wird im öffentlichen Bewusstsein Lappen nicht mehr als ganzes, sondern in seinen Untergliederungen Großlappen und Kleinlappen wahrgenommen. Lappen wurde mit dem ersten Gemeindeedikt 1808 Teil der (Steuer–)Gemeinde Freimann und zusammen mit der Gemeinde Freimann am 1. Oktober 1931 in die Landeshauptstadt München eingemeindet.

### Neufreimann

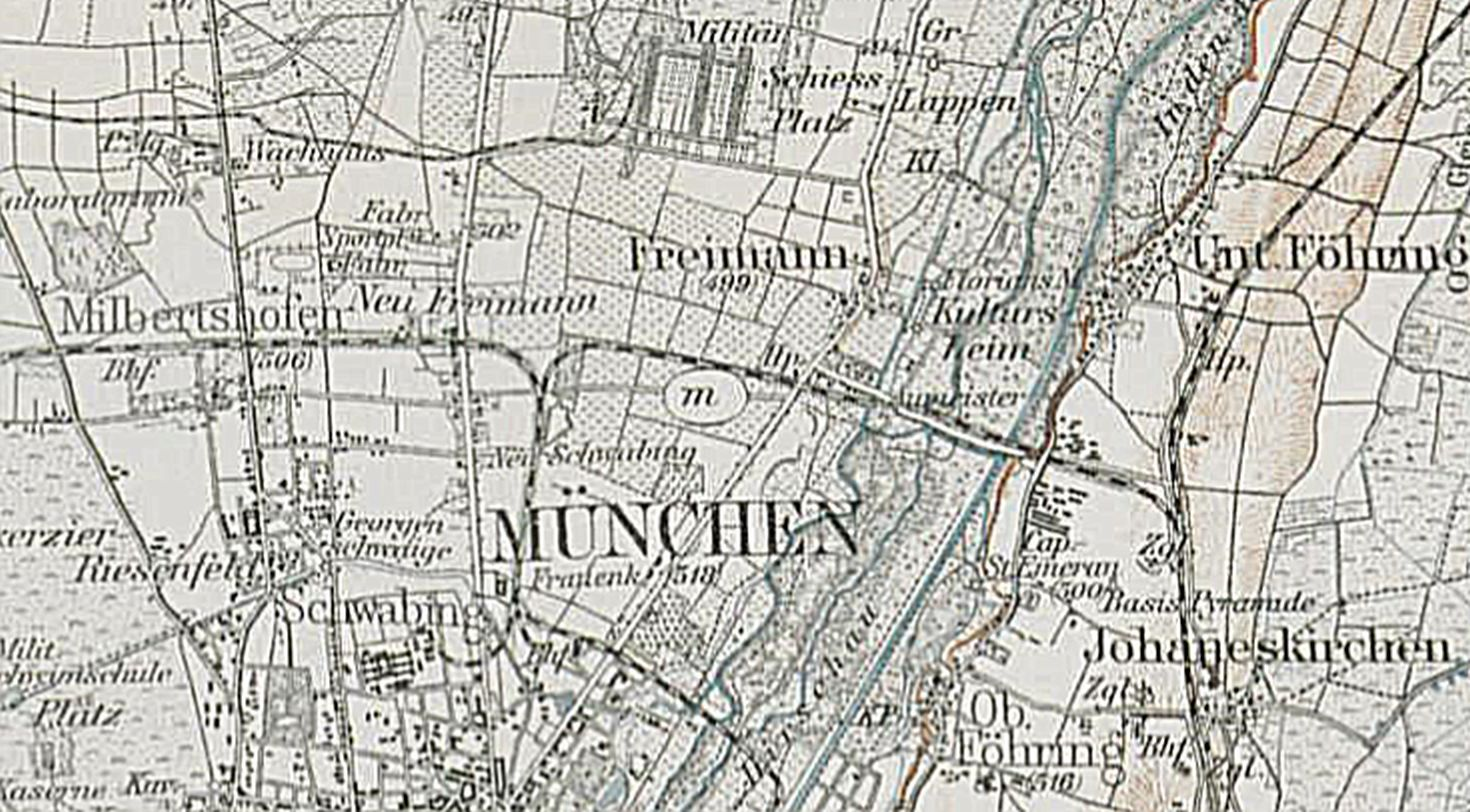
Lage Neufreimanns (Historische Karte von 1894)

Im Jahr 1800 kauften vier Bauern aus Waldsassen in der Oberpfalz das bis dahin kurfürstliche Gut St. Georgenschwaig zu Milbertshofen, dazu gehörte auch ein Weiderecht auf Freimanner Grund. Ab 1820 zogen weitere Tagelöhner aus der Oberpfalz nach und bauten entlang der heutigen Ingolstädter Straße ihre Häuser beginnend etwa ab der heutigen Domagkstraße und dann weiter nach Norden bis etwa zur Hürnbeckstraße. Die Zugehörigkeit zu Freimann entwickelte sich langsam, 1849 wird erstmals ein Gemeindebevollmächtigter aus Neufreimann erwähnt und seit den 1870ern gab es im Gemeindeausschuss immer einen Vertreter aus Neufreimann. Die Bewohner betrieben neben der Milchwirtschaft vor allem Feld- und Gartenbau für den Münchner Viktualienmarkt. Es siedelten sich aber auch Großbetriebe an wie 1855 eine Aluminiumfabrik und ab 1885 eine Rosshaarspinnerei, die noch bis in die 1950er-Jahre fortbestand. Die Josef-Raps-Straße in Freimann-Süd (Siedlung südlich der Studentenstadt Freimann) ist nach einem angesehenen Neufreimanner Bürger benannt, der zeitweise die Führung der Gemeindeverwaltung von Freimann übernahm.
Nach dem Ende des Zweiten Weltkriegs beschlagnahmte die US-amerikanische Militärverwaltung von 1946 bis 1949 Häuser der Arbeitersiedlung Kaltherberge westlich des heutigen Euro-Industrieparks und richtete dort ein DP-Lager zur Unterbringung sogenannter Displaced Persons (DP) ein. Obwohl die Siedlung Kaltherberge zu Milbertshofen gehörte, nannte man das Lager DP-Lager Neu-Freimann. 

„Die von der amerikanischen Armee beschlagnahmten über 200 Siedlungsstellen übernahm die UNRRA für
polnisch-jüdische DP's, die sich hier zugleich in der Fertigkeit des Gartenbaus üben konnten. In der Kaltherberge waren vom Oktober 1946 bis Ende 1947 ständig etwa 2000, in zwei Annexen der Anlage nochmals ungefähr 1000 Juden untergebracht. Im Laufe des Jahres 1948 verringerte sich die Gesamtzahl auf rund 2500, bis Ende April 1949 auf rund 2000 „Siedler“101. Im Jahre 1949 wurde die Anlage geschlossen, die Bewohner anderweitig in München untergebracht.“

Ab 1960 wurde Neufreimann als Synonym für die damals neu entstandenen Industriegebiete rund um die Domagkstraße und den Frankfurter Ring benutzt, zu deren größten der Euro-Industriepark (siehe unten) zählte. Dabei gehörten die Gebiete südlich der Domagkstraße schon seit 1808 (Gründung des Steuerdistrikts Schwabing) und ein Großteil der Flächen südlich der Eisenbahnstrecke des Nordrings seit 1907 zu Schwabing. Heute bezeichnet man auch die Wohngebiete nördlich der Heidemannstraße (wie zum Beispiel den Kieferngarten) als Neufreimann. Dahingegen zählt man die ehemaligen Gewerbegebiete um die Domagkstraße seit Bau der neuen Wohn- und Gewerbeviertel Parkstadt Schwabing und Domagkpark zunehmend nicht mehr fälschlicherweise zu Neufreimann. Seit der Neugliederung der Stadtbezirke 1992 gehört das Gebiet westlich der Ingolstädter Straße sowie die Siedlung Kaltherberg östlich der Ingolstädter Straße zum Stadtbezirk 11 Milbertshofen-Am Hart. Ein Teil der frühen Siedlungsgebiete wie die Grusonsiedlung befindet sich immer noch in der Gemarkung Freimann. Neufreimann war seit dem ersten Gemeindeedikt 1808 Teil der (Steuer-)Gemeinde Freimann und wurde zusammen mit der Gemeinde Freimann am 1. Oktober 1931 in die Landeshauptstadt München eingemeindet. Seit 2022 heißt der neue Stadtteil, der auf dem Gelände der ehemaligen Bayernkaserne entsteht, Neufreimann.

### Neuherberg
Am 13. März 1934 beschloss der Stadtrat den Bau einer Kleinsiedlung nördlich der Siedlung Am Hart und verlieh ihr die amtliche Bezeichnung Neuherberge. Das Areal liegt im Stadtteil Freimann, das bereits 1931 in die Stadt München eingemeindet wurde. Das Reichspostministerium und die Generaldirektion der staatlichen Archive erhoben deswegen Einspruch gegen die Namensnennung der Siedlung, da sie Verwechselungen mit dem gleichnamigen historischen Ortsteil Neuherberg der Gemeinde Oberschleißheim befürchteten, der weiter nördlich des Planungsgebiets lag. Somit genehmigte der Reichsstatthalter für Bayern die Namensnennung nicht. Die Siedlung wurde unter dem vorläufigen Namen Neuherberge 1936 fertiggestellt, die Übergabe der Siedlerverträge erfolgte am 27. August 1936, die Siedlung blieb amtlicherseits namenlos. Erst nach dem Zweiten Weltkrieg wurde der Name Neuherberg genehmigt, nachdem das Wiederaufbaureferat der Landeshauptstadt München feststellte, dass das Genehmigungsverfahren durch den Reichsstatthalter obsolet geworden ist.

### Studentenstadt Freimann

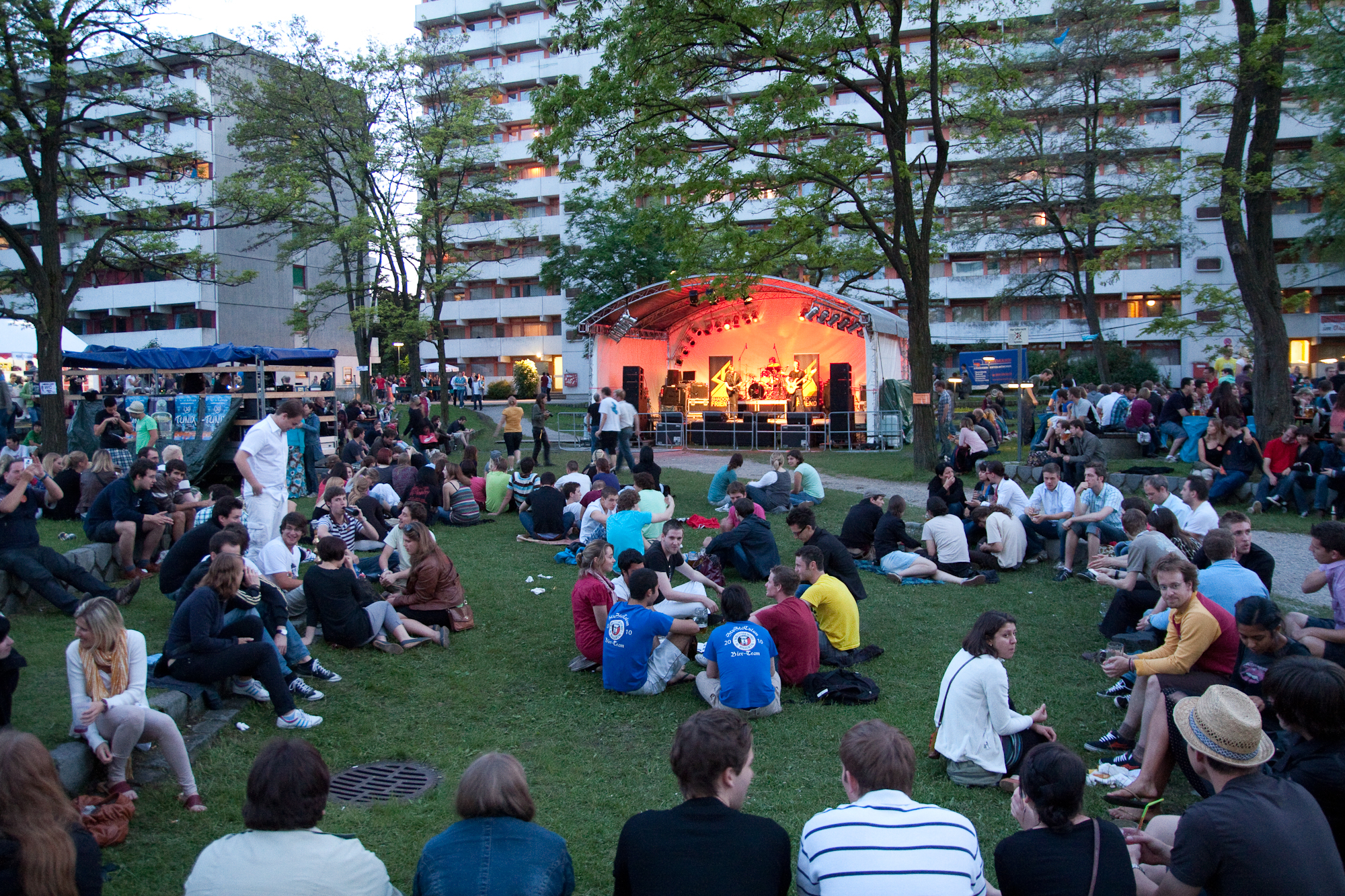
StuStaCulum in der Studentenstadt

Mit einem Stadtratsbeschluss vom 25. März 1965 wurde der Bau mehrerer Wohnheime an der Ungererstraße für die stetig steigende Zahl der an den Münchner Universitäten immatrikulierten Studenten in die Wege geleitet. Die über die Jahre gewachsene Studentenstadt verfügt über 2478 Wohnplätze in 14 Häusern und ist damit die größte Studentensiedlung Deutschlands. Die Studentenstadt ist mit der gleichnamigen U-Bahnhof der U6 an das Verkehrsnetz des Münchner Verkehrs- und Tarifverbundes (MVV) angeschlossen. Sie liegt verkehrsgünstig an der A 9 München–Berlin, Anschlussstelle Frankfurter Ring (75).

## Sozialstruktur
Die Sozialstruktur im Stadtbezirk ist inhomogen: Nachdem Freimann trotz einzelner Umwidmungen über sehr große Gewerbeflächen verfügt und in Schwabing dazu die Bevölkerungsdichte deutlich höher ist, wird die Sozialstruktur des Stadtbezirkes als Ganzes von Schwabing dominiert. Das Bildungsniveau sowie der Akademikeranteil sind im Stadtvergleich hoch. Drei Viertel der Erwerbstätigen sind als Angestellte, Beamte und Selbstständige tätig. Während Schwabing eindeutig mittelschichtsorientiert ist, wird Freimann vor allem durch Arbeiter und Angestellte der unteren Tarifgruppen geprägt.
Beinahe 58 Prozent der Haushalte im Stadtbezirk sind Ein-Personen-Haushalte, die sich mehrheitlich, auch wegen der Bevölkerungsdichte, in Schwabing befinden. In 15 Prozent der Haushalte leben Kinder, die tendenziell eher in Freimann anzutreffen sind, da hier neben Einfamilienhäusern auch Großwohnanlagen vorhanden sind. Der Anteil der Familien mit Kindern ist insbesondere durch die Großwohnanlagen wie die in der Freimanner Heide an der Heidemannstraße gestiegen. 27 Prozent der Haushalte im Stadtbezirk sind kinderlose Mehr-Personen-Haushalte, die gleichmäßig auf Schwabing und Freimann verteilt sind. Die Schwerpunkte hinsichtlich der Altersverteilung im Stadtbezirk liegen bei den 20- bis 30-Jährigen sowie 50- bis 60-Jährigen, wobei hier keine besonderen Unterschiede zwischen Schwabing und Freimann festzustellen sind. Der Ausländeranteil liegt mit rund 27 Prozent leicht über dem gesamtstädtischen Niveau.

## Industrie und Gewerbe
Auch bei der Struktur der Industrie- und Gewerbegebiete ist das Bild inhomogen. Während in Freimann traditionell eher verarbeitendes Gewerbe anzutreffen ist, ist Schwabing in seiner Arbeitsplatzstruktur eindeutig vom Dienstleistungssektor geprägt. Nachdem ein kontinuierlicher Arbeitsplatzabbau im verarbeiteten Gewerbe festzustellen ist, entfallen inzwischen nur noch etwa ein Fünftel der Arbeitsplätze im Stadtbezirk auf das verarbeitende und auf das Baugewerbe. Die Gewerbegebiete finden sich vor allem im Freimann, und zwar im Euro-Industriepark und den Gewerbegebieten Freimanner Hölzl und Fröttmaninger Heide. Inzwischen ist auch in Freimann ein Wandel der Arbeitsplatzstruktur hin zum Dienstleistungssektor feststellbar. Die Mehrheit der neu errichteten Verwaltungs- und Bürokomplexe haben die Zahl der Arbeitsplätze dort deutlich erhöht. Dennoch ist der Schwerpunkt des Dienstleistungssektors in Schwabing zu finden. Der Schwerpunkt liegt hierbei auf Banken, Versicherungsgesellschaften, Verwaltungen und Verlagen.

## Verkehr
Drei große Straßenzüge verbinden die beiden Stadtteile Schwabing und Freimann in Süd-Nord-Richtung: zum einen die A9 München – Nürnberg, die an der Schenkendorfstraße beginnt und Anschlussstellen in Freimann und Fröttmaning besitzt; die Leopoldstraße/Ingolstädter Straße und schließlich die Ungererstraße. Deren Fortsetzung nach Norden heißt zuerst Situlistraße und dann Freisinger Landstraße. Nördlich des Mittleren Rings bilden die Leopoldstraße und die Ungererstraße Abschnitte der B 13 bzw. B 11. Die wichtigsten Ost-West-Achsen sind in Schwabing der Straßenzug Dietlindenstraße – Potsdamer Straße – Rheinstraße (weiter Richtung Schwabing-West), der Mittlere Ring (Isarring – Schenkendorfstraße – Petuelring, weiter nach Schwabing-West und Milbertshofen) und die Domagkstraße (weiter nach Milbertshofen). Die wichtigsten Ost-West-Verbindungen in Freimann sind der Frankfurter Ring und die Heidemannstraße, die in den Stadtbezirk Milbertshofen-Am Hart führen.

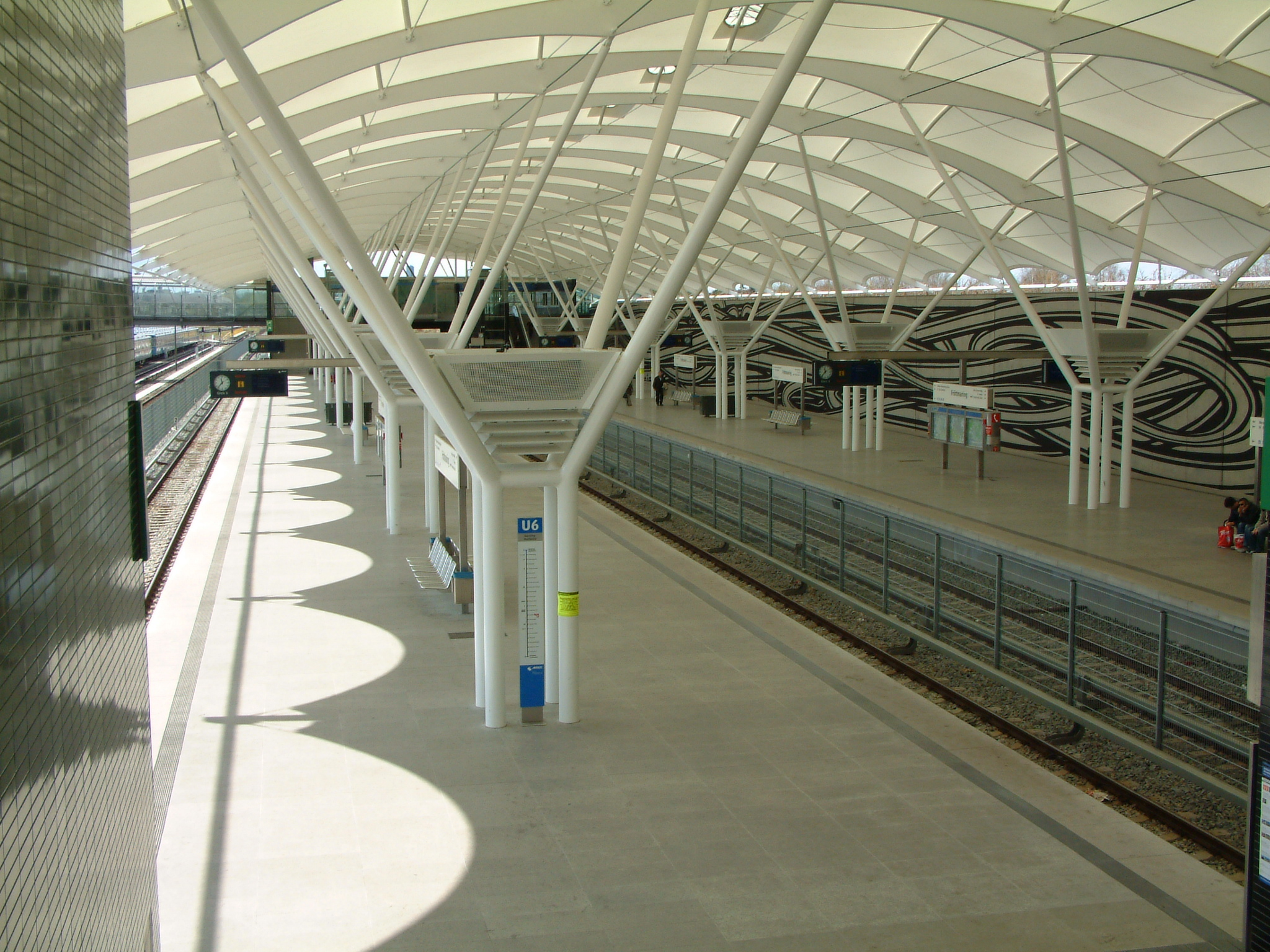
Neuer U-Bahnhof Fröttmaning

Die leistungsfähigste Süd-Nord-Achse des öffentlichen Nahverkehrs ist die U-Bahn-Linie 6, die nach dem U-Bahnhof Alte Heide oberirdisch bis Garching-Hochbrück geführt wird. Am U-Bahnknotenpunkt Münchner Freiheit zweigt die U3 von der U6 nach Westen Richtung Olympiazentrum ab, und mehrere Buslinien verkehren von hier nach Westen und Norden sowie durch den Englischen Garten nach Bogenhausen. Die Straßenbahnlinie 23 fährt seit Dezember 2009 zur Parkstadt Schwabing und zum Frankfurter Ring. Zu weiteren Buslinien, die jeweils Gebiete beiderseits, aber hauptsächlich westlich der U6 bedienen, kann man an den U-Bahnhöfen Dietlindenstraße, Alte Heide, Studentenstadt und Kieferngarten umsteigen.
Durch den Stadtbezirk verläuft der ausschließlich im Güterverkehr bediente Münchner Nordring, an dem sich der Güterbahnhof München-Freimann befindet. Von 1901 bis 1987 befand sich in Schwabing östlich der Leopoldstraße der Güterbahnhof München-Schwabing, der über eine Verbindungsstrecke mit dem Bahnhof Freimann verbunden war. Zahlreiche Gleisanschlüsse banden unter anderem das Schwabinger Krankenhaus und die Lokomotiven- und Maschinenfabrik J.A. Maffei in der Hirschau an den Bahnhof Schwabing an. 2019 begannen die Planungen für eine neue S-Bahn-Linie, die auf den bereits bestehenden Bahngleisen des Nordrings schon ab 2026 verkehren soll. Im Rahmen der Erweiterung der Strecke für den Personenverkehr soll überprüft werden, inwieweit die S-Bahnstrecke mit der Tramlinie 23 verbunden werden kann. Die bisherige Planung des benötigten Tram-Brückenbauwerks durch die SWM berücksichtigt die S-Bahn zwar noch nicht, allerdings sollen die Ergebnisse einer Machbarkeitsstudie zur Verknüpfung der beiden Verkehrsmittel an dieser Stelle möglichst frühzeitig in die Planung miteinfließen.

## Kultur, Religion und Bildung
Sehenswürdigkeiten

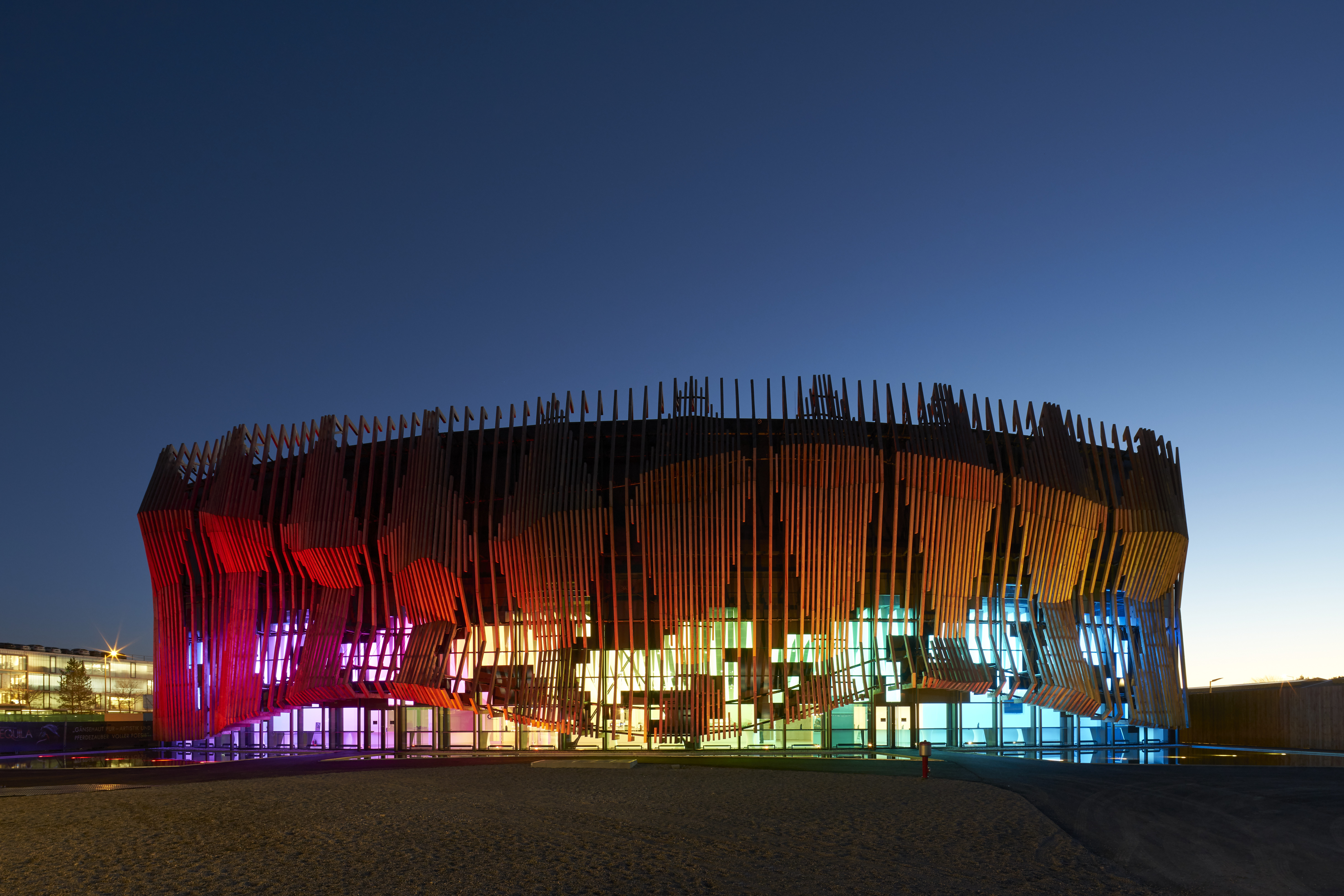
Showpalast München

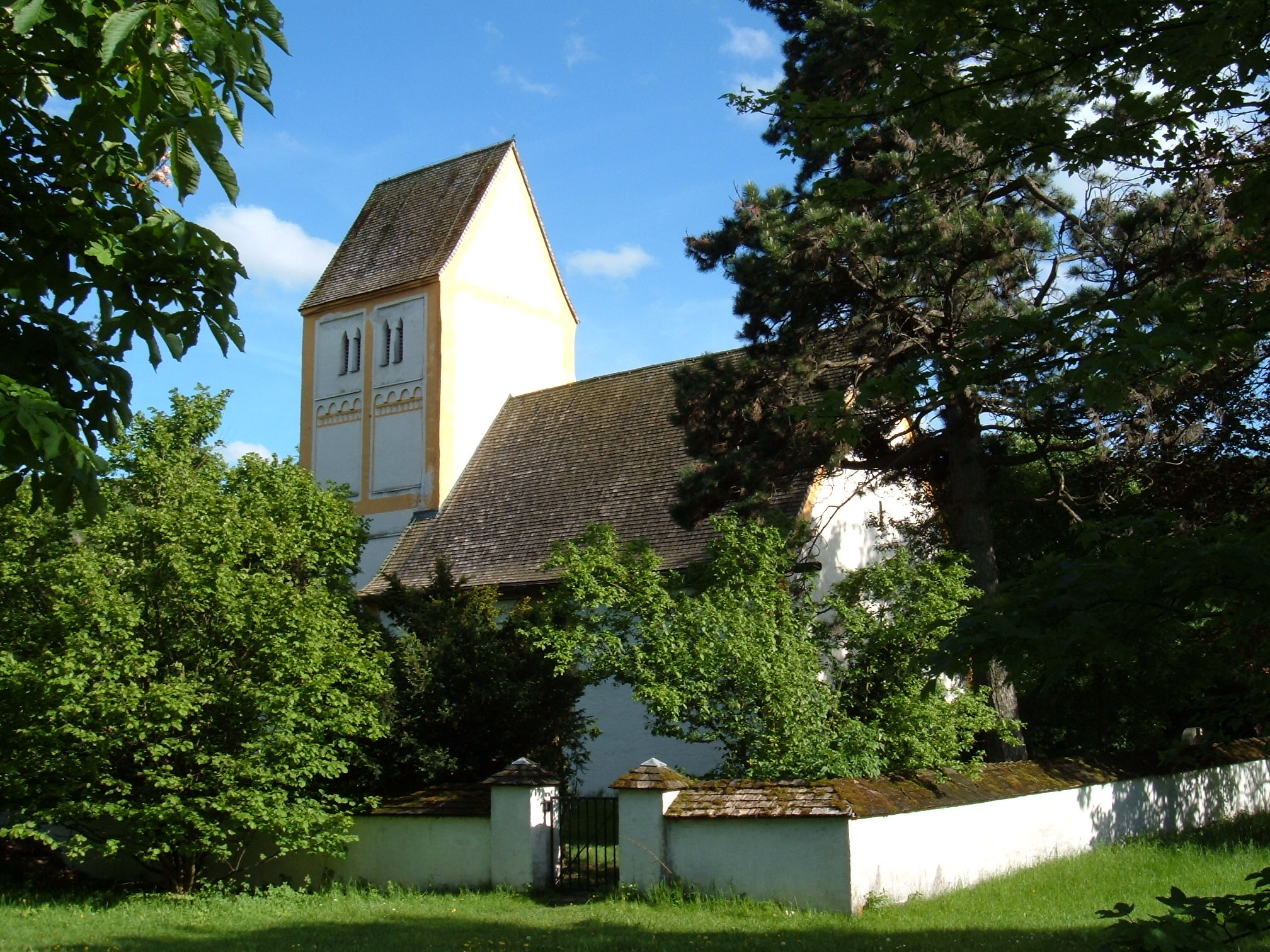
Heilig Kreuz Fröttmaning

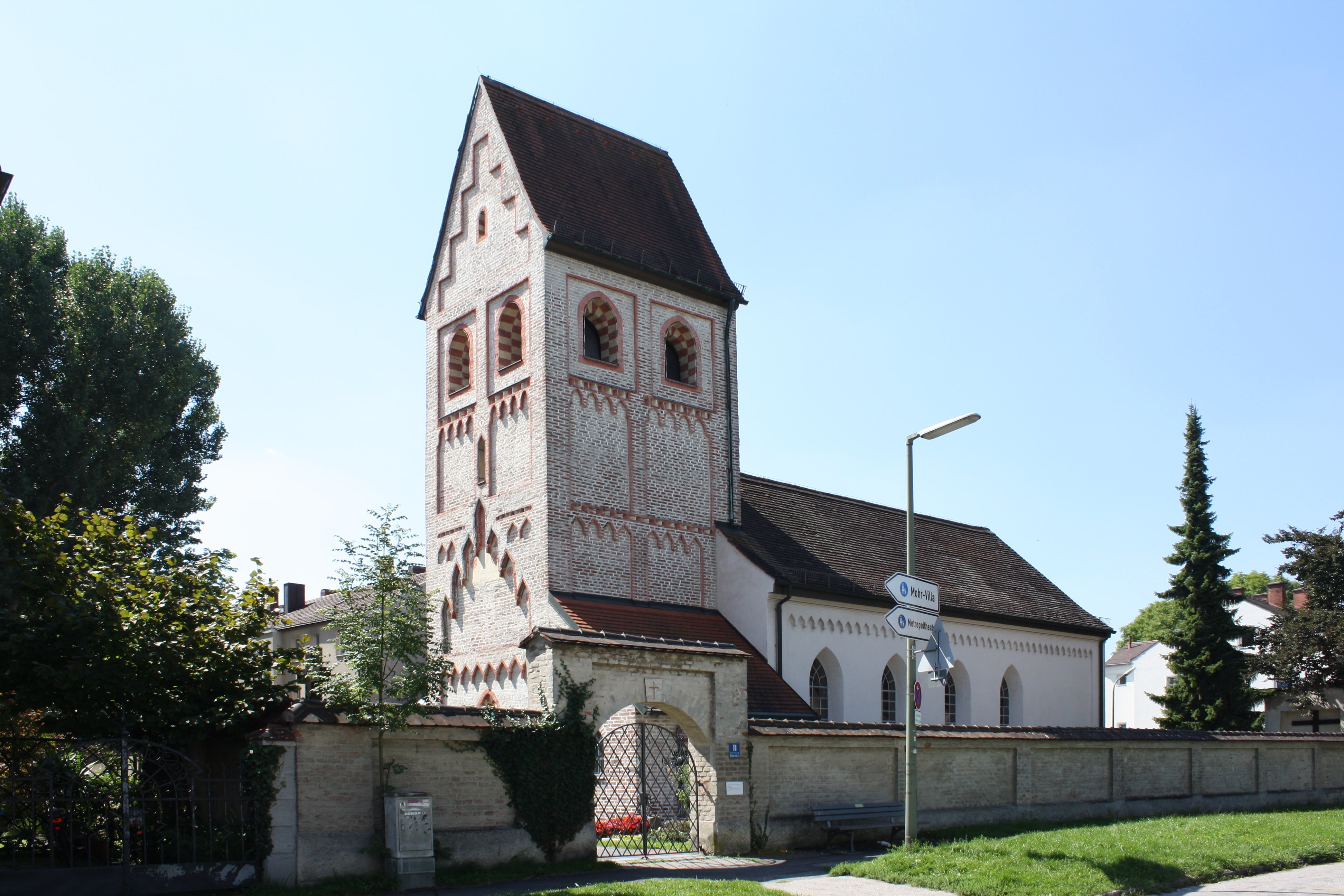
St. Nikolaus

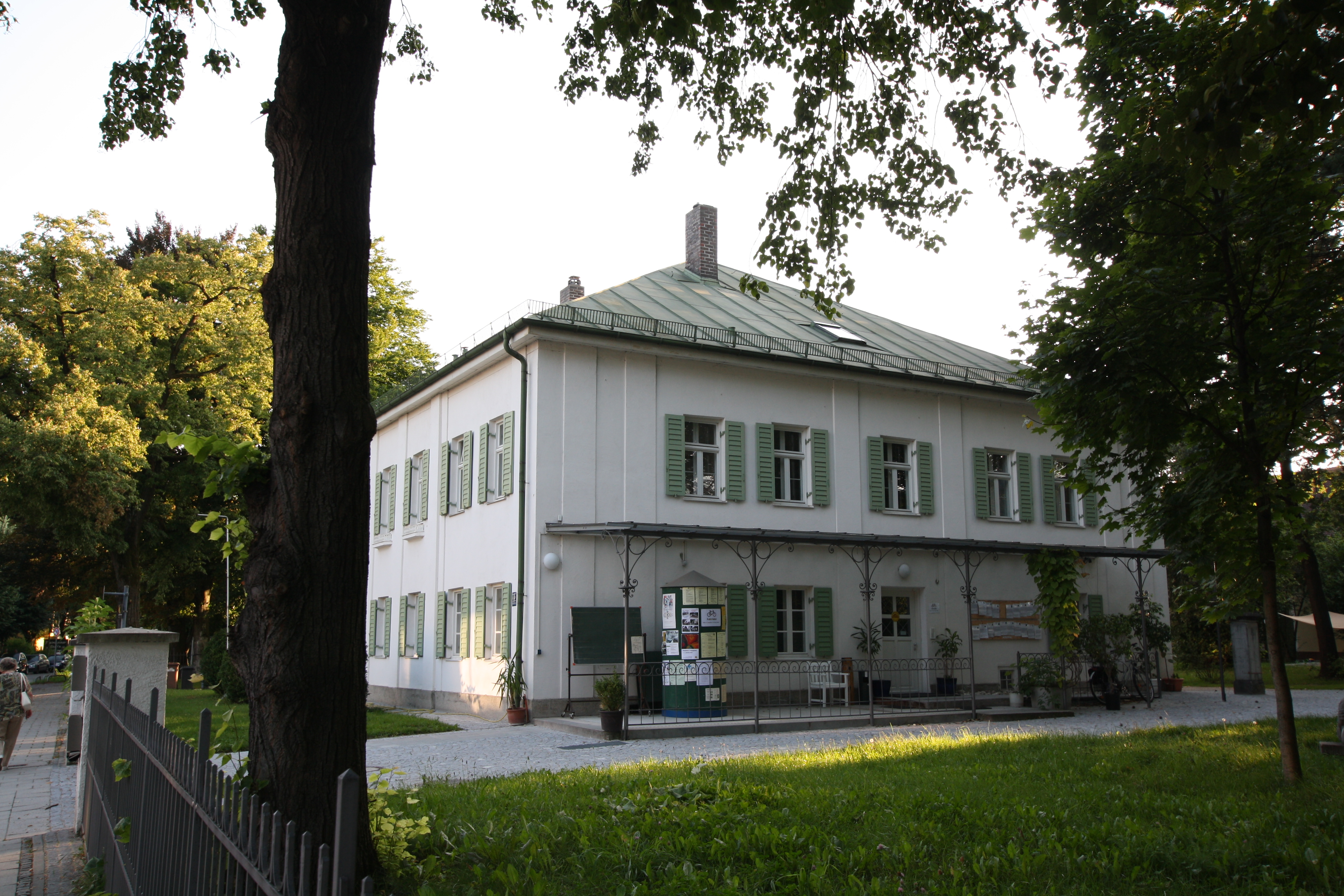
Mohrvilla in Freimann

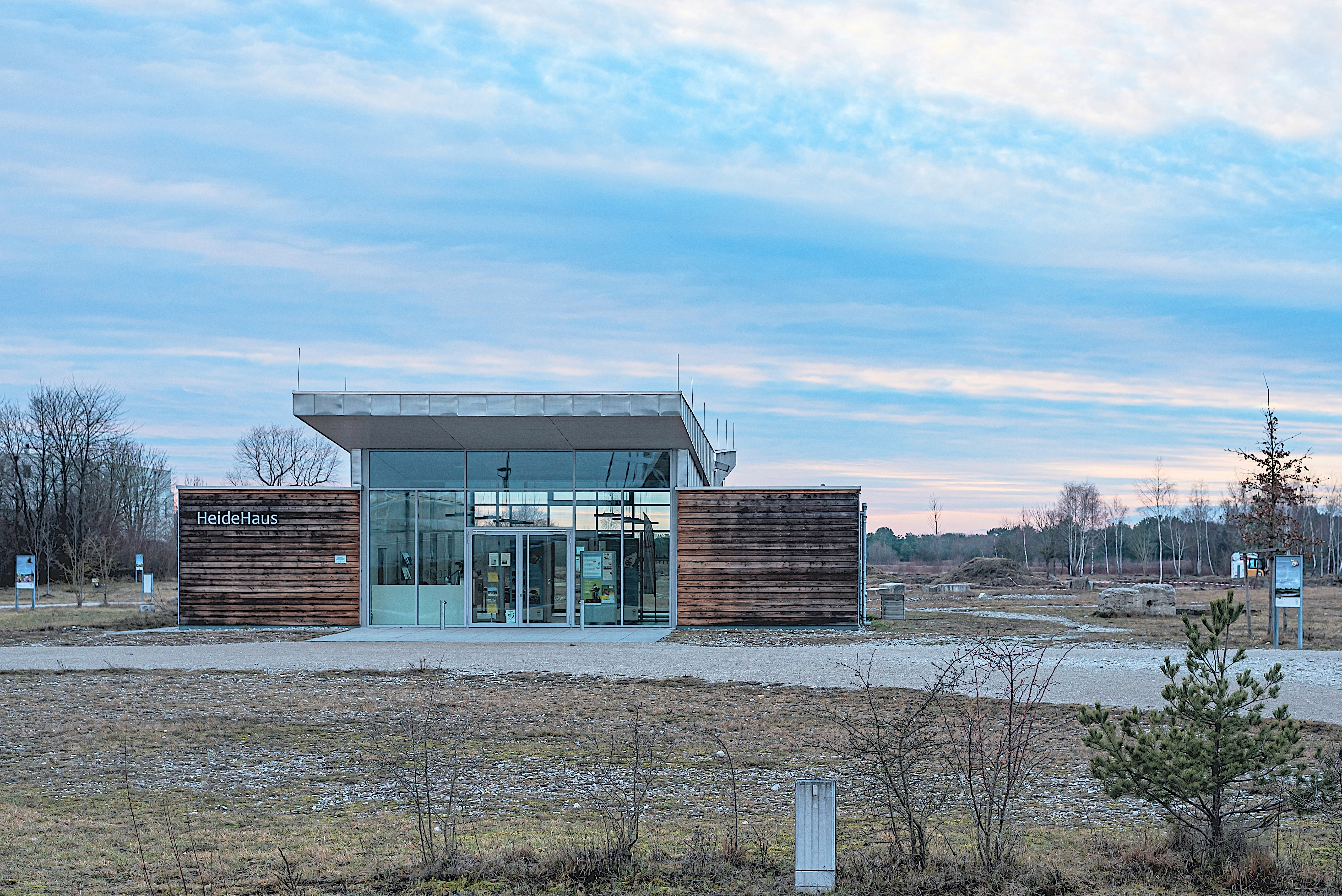
Heidehaus

- Allianz Arena, Fröttmaninger Heide
- Showpalast München, Fröttmaning
- Veranstaltungshalle Zenith
- Motorworld, Freimann

Ausstellungsräume bildende Kunst
- Black-Box der Alexander Tutsek-Stiftung, Georg-Muche-Straße 4
- Domagkateliers, Margarete-Schütte-Lihotzky-Straße 30

Institutionen
- Institute der Ludwig-Maximilians-Universität in Schwabing
- Studios des Bayerischen Fernsehens in Kulturheim, Freimann
- Munich Order Center (M,O,C,) der Messe München in Freimann
- Technische Basis der U-Bahn München in Fröttmaning
- Max-Planck-Institut für Physik am Föhringer Ring nördlich der Studentenstadt Freimann
- Verwaltungseinrichtungen wie das Wehrbereichskommando IV in der Fürst-Wrede-Kaserne in Neuherberg
- Autobahnmeisterei München-Nord, Freimann
- Mohrvilla, Freimann
- Heidehaus an der Fröttmaninger Heide

Schulen
- Montessori Fachoberschule München
- St. George’s – The British International School Munich, Heidemannstraße 182
- Maximiliansgymnasium, Schwabing
- Oskar-von-Miller-Gymnasium, Schwabing
- Gisela-Gymnasium, Schwabing
- Gymnasium Neufreimann

Kirchen
- St. Nikolaus, Freimann
- Stadtpfarrkirche St. Ursula, Schwabing
- Erlöserkirche, Schwabing
- Michaelskirche, Grusonsiedlung, Freimann
- Katholische Kirche Allerheiligen, Alte Heide
- Nikodemuskirche, Alte Heide
- Heilig Kreuz, Fröttmaning
- Griechisch-Orthodoxe Metropolie – Allerheiligenkirche, Alte Heide
- Moschee des Islamischen Zentrums München, die 1973 feierlich eingeweiht wurde

## Baudenkmäler
- Liste der Baudenkmäler in München/Schwabing
- Liste der Baudenkmäler in München/Freimann

## Sport
- FC Bayern Campus, das neue Leistungszentrum des FC Bayern München für den Jugendbereich, Neuherberg
- ESV München-Freimann, Eisenbahner-Sportverein in Freimann
- FC Schwabing
- FC Alte Heide

## Statistik
(Stand jeweils am 31. Dezember, Einwohner mit Hauptwohnsitz)
| Jahr | Einwohner | davon Ausländer | Einwohner je km² |
| ---- | --------- | --------------- | ---------------- |
| 2000 | 57.631    | 12.659 (22,0 %) | 2.246            |
| 2001 | 59.392    | 13.537 (22,8 %) | 2.314            |
| 2002 | 60.060    | 13.840 (23,0 %) | 2.340            |
| 2003 | 60.215    | 14.241 (23,7 %) | 2.346            |
| 2004 | 59.602    | 13.996 (23,5 %) | 2.322            |
| 2005 | 59.766    | 14.068 (23,5 %) | 2.329            |
| 2006 | 62.430    | 14.288 (22,9 %) | 2.432            |
| 2007 | 63.832    | 14.542 (22,8 %) | 2.487            |
| 2008 | 64.350    | 14.581 (22,7 %) | 2.507            |
| 2009 | 63.720    | 14.013 (22,0 %) | 2.482            |
| 2010 | 65.158    | 14.672 (22,5 %) | 2.538            |
| 2011 | 66.706    | 15.521 (23,3 %) | 2.599            |
| 2012 | 68.530    | 16.605 (24,2 %) | 2.670            |
| 2013 | 69.676    | 17.687 (25,4 %) | 2.714            |
| 2014 | 71.802    | 19.608 (27,3 %) | 2.797            |
| 2015 | 75.020    | 22.068 (29,4 %) | 2.922            |
| 2016 | 77.188    | 23.176 (30,0 %) | 3.007            |
| 2017 | 76.341    | 21.980 (28,8 %) | 2.974            |
| 2018 | 77.936    | 22.867 (29,3 %) | 3.036            |
| 2019 | 78.657    | 23.309 (29,6 %) | 3.064            |
| 2020 | 78.881    | 23.872 (30,3 %) | 3.072            |
| 2021 | 77.701    | 23.650 (30,4 %) | 3.026            |
| 2022 | 79.092    | 25.538 (32,3 %) | 3.081            |
| 2023 | 76.986    | 23.352 (30,3 %) | 2.999            |
| 2024 | 77.092    | 23.727 (30,8 %) | 3.003            |

Quelle mit weiteren Daten

## Politik
- SPD: 8
- Grüne: 13
- FW/ÖDP: 1
- FDP: 2
- CSU: 8
- AfD: 1

Der Bezirksausschuss von Schwabing-Freimann wurde zuletzt am 15. März 2020 gewählt. Die Sitzverteilung lautet wie folgt: Grüne 13, SPD 8, CSU 8, FDP 2, AfD 1 und FW 1. Von den 54.522 stimmberechtigten Einwohnern in Schwabing-Freimann haben 26.709 von ihrem Wahlrecht Gebrauch gemacht, womit die Wahlbeteiligung bei 49,0 Prozent lag.